# Felipe V de España
Felipe V de España, llamado «el Animoso» (Versalles, 19 de diciembre de 1683-Madrid, 9 de julio de 1746), fue rey de España desde el 16 de noviembre de 1700 hasta su muerte en 1746, con una interrupción desde el 16 de enero hasta el 5 de septiembre de 1724 debida a la abdicación en favor de su hijo Luis I, que falleció a temprana edad el 31 de agosto de 1724.
Como bisnieto de Felipe IV, fue el sucesor del último monarca de la Casa de Austria, su tío-abuelo Carlos II, por lo que se convirtió en el primer rey de la Casa de Borbón en España. Su reinado de 45 años y 3 días (partido, como ya se ha señalado, en dos periodos separados) es el más prolongado en la historia de la monarquía española.

## Reinado

### Ascenso al trono y llegada a España

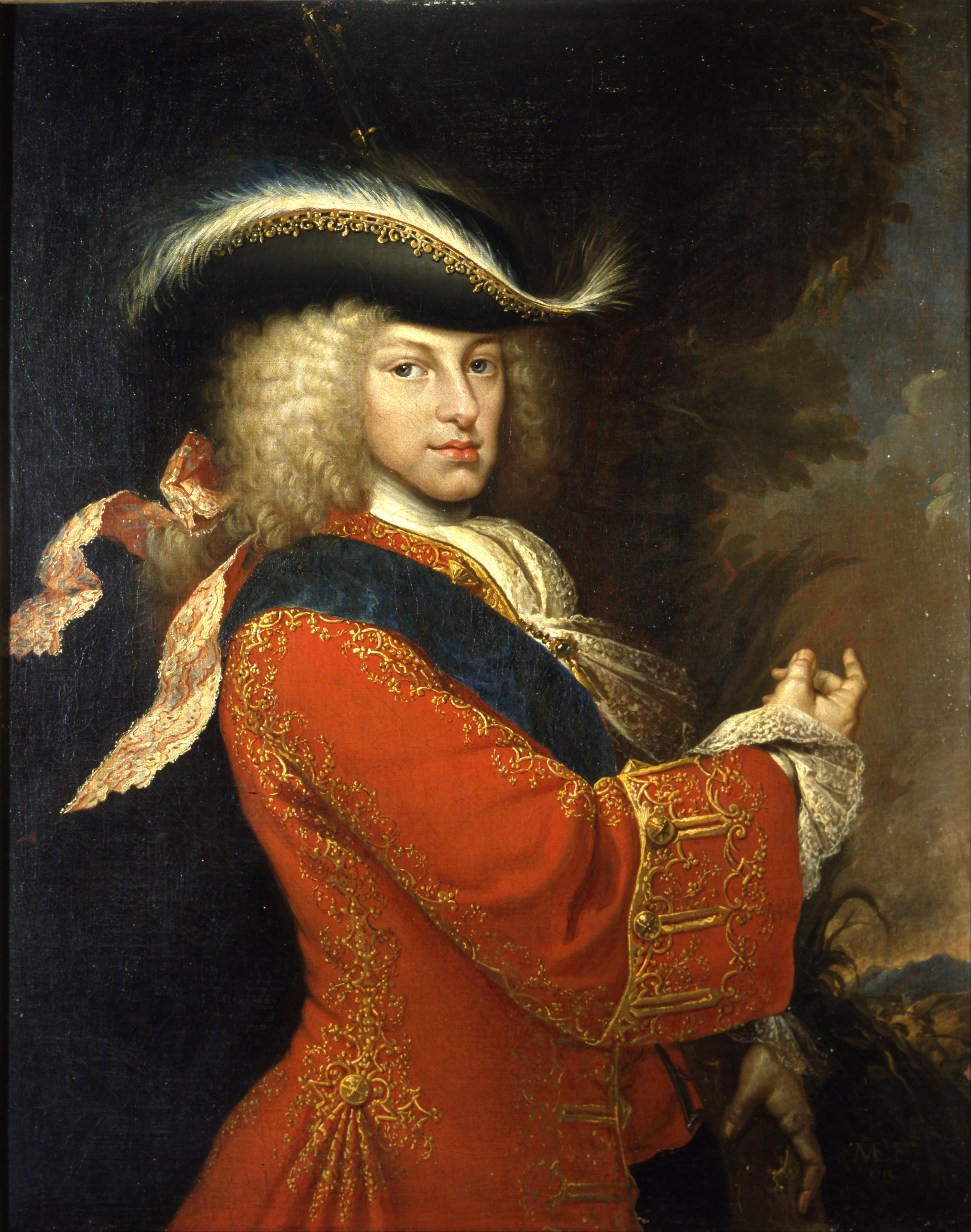
Retrato de Felipe V de España, de Miguel Jacinto Meléndez (1712).

Felipe de Borbón, duque de Anjou, nació en Versalles como segundo de los hijos de Luis, Gran Delfín de Francia y de María Ana de Baviera. Por tanto, era nieto del rey francés Luis XIV y María Teresa de Austria, nacida infanta de España, y bisnieto de Felipe IV de España, de la Casa de Austria.
Al no tratarse del primogénito, sus posibilidades de heredar el trono de Francia parecían escasas, al igual que las posibilidades de heredar el de España por su ascendencia española. Su abuela paterna María Teresa (hija de Felipe IV —de su primer matrimonio, con Isabel de Borbón— y por tanto medio hermana del rey Carlos II de España —nacido del segundo matrimonio de aquel con Mariana de Austria—) había renunciado a sus derechos al trono español para poder casarse con el rey de Francia (que por otro lado era también primo hermano suyo, tanto por parte de padre como de madre). De hecho, Luis XIV y los demás reyes europeos ya habían pactado que el heredero del trono de España sería José Fernando de Baviera, ante la previsible muerte sin herederos de Carlos II. Este Primer Tratado de Partición de España, firmado en La Haya en 1698, adjudicaba a José Fernando todos los reinos peninsulares —salvo Guipúzcoa—, así como Cerdeña, los Países Bajos Españoles y todos los territorios americanos. Por su parte Francia se quedaría con Guipúzcoa, Nápoles y Sicilia, mientras que Austria se quedaría con el Milanesado.

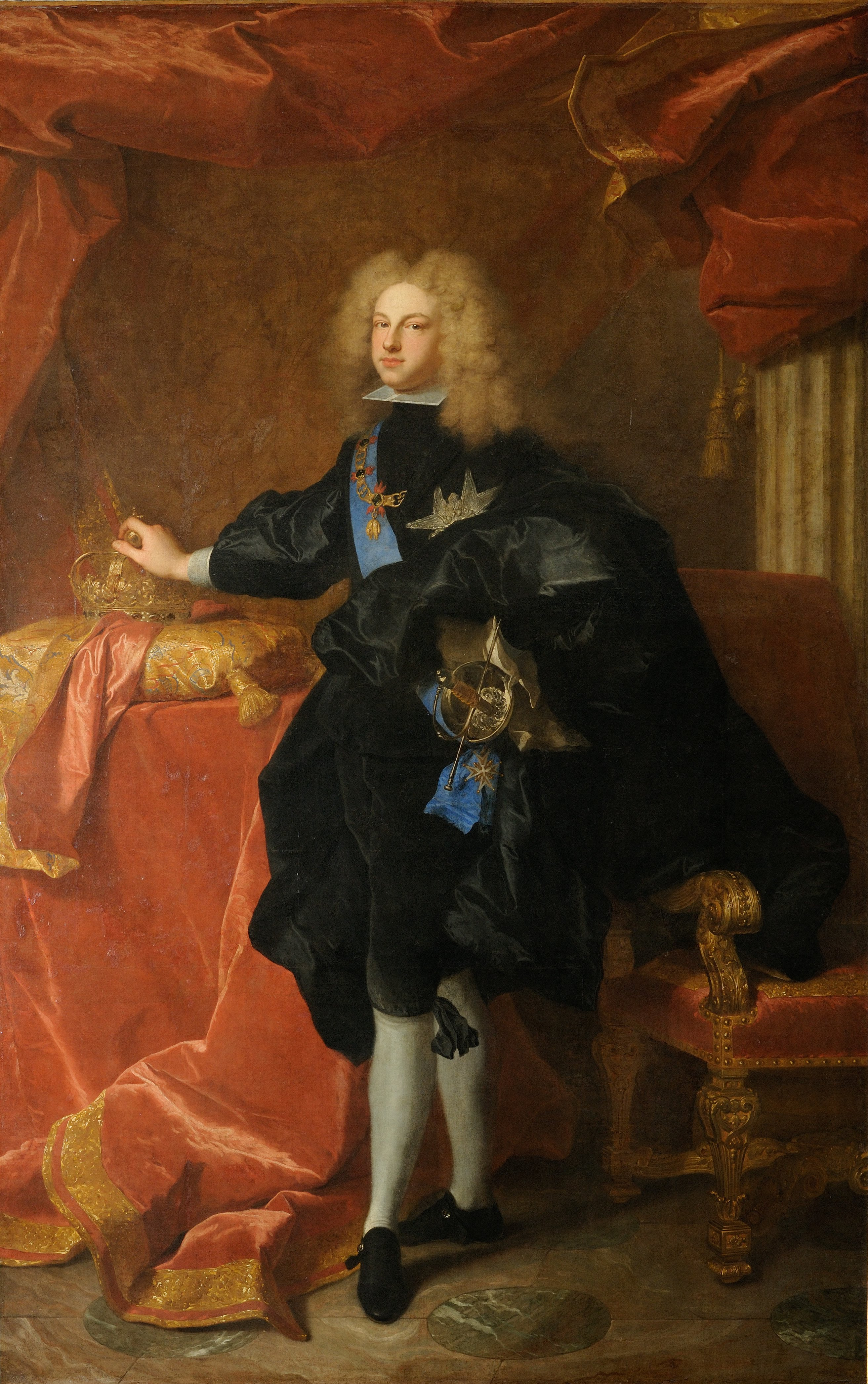
Felipe V de España por Hyacinthe Rigaud (1701)

La muerte de José Fernando de Baviera en 1699 frustró dicha partición, con lo cual se negoció un nuevo Tratado de Partición —a espaldas de España— y de quien debería ser su rey, con lo que se firmó el Segundo Tratado de Partición en 1700. Este tratado reconocía como heredero al archiduque Carlos, bisnieto a su vez de Felipe III de España, y le asignaba todos los reinos peninsulares, los Países Bajos españoles y las Indias; en cambio Nápoles, Sicilia y Toscana serían para el Delfín de Francia, mientras que el emperador Leopoldo, duque de Lorena, recibiría el Milanesado a cambio de ceder Lorena y Bar al Delfín de Francia. Pero si tanto Francia como Holanda e Inglaterra estaban satisfechas con el acuerdo, el emperador no lo estaba y reclamaba la totalidad de la herencia española, ya que pensaba que el propio Carlos II nombraría heredero universal al archiduque. Sin embargo, Carlos II nombró heredero a su sobrino-nieto Felipe, con la esperanza de que Luis XIV evitara la división de su imperio, al ser su propio nieto el rey de España. Poco después, el 1 de noviembre de 1700, moría Carlos II y Felipe de Borbón, duque de Anjou, aceptaba la Corona el 16 de noviembre.

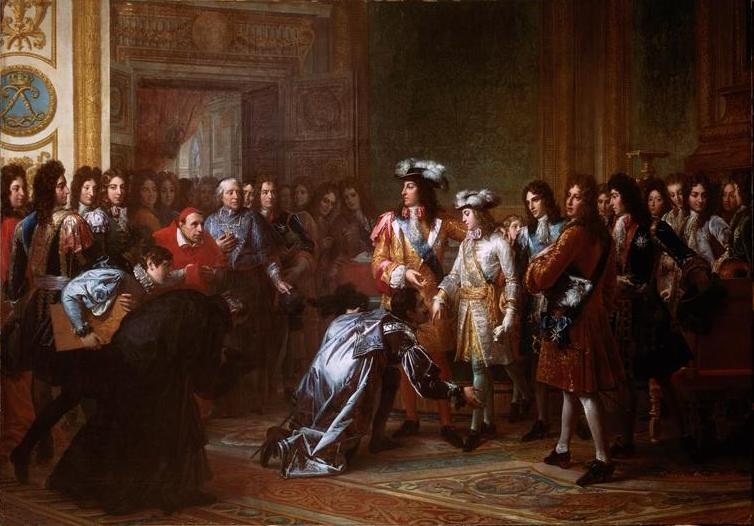
Proclamación de Felipe V como rey de España en el palacio de Versalles (Francia) el 16 de noviembre de 1700.

La noticia de la muerte de Carlos II el 1 de noviembre en Madrid llegó a Versalles el 6 de noviembre. El 16 de noviembre de 1700, Luis XIV anunció en el tribunal español que aceptaba la voluntad de su primo, hermano y sobrino. A continuación presenta a su nieto, de diecisiete años, a la Corte con estas palabras: «Señores, he aquí el Rey de España». Entonces le dijo a su nieto: «Pórtate bien en España, que es tu primer deber ahora, pero recuerda que naciste en Francia, para mantener la unión entre nuestras dos naciones, es esta la manera de hacerlos felices y preservar la paz de Europa».
Tras esto, el Imperio español y todas las monarquías europeas —a excepción de la Casa de Austria— reconocieron al nuevo rey. Felipe V dejó Versalles el 4 de diciembre y entró en España por Irún el 22 de enero de 1701, y realizó su entrada triunfal en Madrid el 18 de febrero. Pero después de unos meses de reinado, los errores políticos se acumularon:
- El 1 de febrero de 1701, el Parlamento de París conservó las cartas de derechos de Felipe V, preservando su derecho al trono de Francia.

- En febrero de 1701, Luis XIV, a petición del Consejo de Regencia español, envió tropas francesas junto a las guarniciones españolas de los Países Bajos Españoles, en la frontera con las Provincias Unidas, instaladas de acuerdo a un tratado bilateral firmado con España en 1698.

- Tras el fallecimiento en el exilio de Jacobo II de Inglaterra, en septiembre de 1701, Luis XIV reconoció como rey de Inglaterra y Escocia a su hijo Jacobo Estuardo, el viejo pretendiente, con gran indignación del rey Guillermo III de Inglaterra.

- Los franceses se establecieron en los altos cargos en Madrid y decidieron la nueva forma de orientar la política española.

Grandes armas de Felipe V con manto real, cimera real de Castilla y el lema «A solis ortu usque ad occasum» (Desde la salida del sol hasta el ocaso), derivado de la famosa frase atribuida a Felipe II: «En mis dominios no se pone el sol», haciendo referencia a que el sol nunca se ponía en los territorios españoles, pues abarcaban los dos hemisferios. También se incluye la palabra Santiago, en referencia al Santo Patrón de España, Santiago el Mayor, y más concretamente al lema tradicional «Santiago y cierra España». Fueron utilizadas por Luis I y más tarde, por Fernando VI, tras la muerte de su padre. Al morir este último sin descendencia, su hermano Carlos VII de Nápoles subió al trono como Carlos III y modificó el blasón central y, por lo tanto, los estandartes que portan los ángeles.

Aunque la mayoría de los países aceptaron al nuevo rey, el emperador Leopoldo se negó a hacerlo al considerar que el archiduque Carlos de Austria, su segundo hijo, tenía más derechos al trono. Poco después Luis XIV reconoció que los derechos sucesorios a la Corona de Francia de su nieto segundogénito, el nuevo rey de España, permanecían intactos. A pesar de que la posibilidad de que Felipe heredara el trono francés era remota, ya que el hijo de Luis XIV, el Gran Delfín, gozaba de una excelente salud, y el hijo de este y hermano mayor de Felipe, estaba también en edad de reinar y casado, la perspectiva de una unión de las Coronas de España y Francia bajo la Casa de Borbón, pilotada desde la corte de Versalles, era temida por el resto de las potencias. Ante esta situación, Inglaterra-Escocia, las Provincias Unidas (ambos países bajo la autoridad de Guillermo III de Inglaterra, rey de Inglaterra y Escocia y estatúder de las Provincias Unidas), junto con los Habsburgo austríacos, firmaron en septiembre de 1701 el Tratado de La Haya. Previamente el rey francés había establecido una alianza formal con el elector de Baviera en el tratado de Versalles de marzo de 1701, y en septiembre de 1701 Luis XIV logró que Felipe V se casara con María Luisa Gabriela de Saboya, que se convertiría en su mayor apoyo en los difíciles momentos que pronto tendrían lugar; ya su hermano, el duque de Borgoña se había casado con la hermana de María Luisa, María Adelaida de Saboya, con lo que el matrimonio de las dos hermanas con dos hermanos iba dirigido a lograr una alianza con Saboya y a facilitar la entrada francesa en Italia.
En mayo de 1701 los ejércitos austriacos penetraron en Italia sin previa declaración de guerra con la intención de ocupar las posesiones españolas. En septiembre, el emperador, Inglaterra y los Países Bajos firmaron el Tratado de La Haya, y se establece una Alianza con la que oponerse a Francia y España. Finalmente, en mayo de 1702 esta «Gran Alianza» declaró la guerra a Francia y España, con la que comienza formalmente la guerra de sucesión española.

### Guerra de sucesión española (1701-1714)
La guerra de Sucesión era un conflicto internacional, pero también un conflicto civil, pues mientras la Corona de Castilla y el Reino de Navarra se mantenían fieles al candidato borbónico, la mayor parte de la Corona de Aragón, especialmente por el temor de la burguesía y la nobleza españolas a perder sus enormes privilegios económicos, adquiridos durante el reinado de los Habsburgo, prestaron su total apoyo al candidato austríaco el Archiduque Carlos de Habsburgo. 
El conflicto entre los partidarios de Felipe de Borbón Duque de Anjou y el Archiduque Carlos de Habsburgo llevó a que se presentaran varios combates armados, los que fueron favorables a las tropas felipistas, que tras la victoria de Almansa (1707) obtuvieron el control sobre Aragón y Valencia.
Dentro de este contexto se tiene que en 1711 archiduque Carlos fue elegido como Emperador del Sacro Imperio. 
Ante este suceso los reyes y nobleza europeos, temerosos de que adquiriera un poder excesivo la Casa de Habsburgo, retiraron sus tropas y firmaron ese mismo año el Tratado de Utrecht, mediante el cual se debería de poner fin al problema de sucesión a la Corona Española, así el 11 de abril de 1713, se firmaría en Utrecht, Países Bajos, el primer tratado entre el Reino de Francia, el Reino de Gran Bretaña, el Reino de Prusia, el Reino de Portugal, el Ducado de Saboya y las Provincias Unidas. En este Tratado los representantes de Luis XIV, a cambio del reconocimiento de Felipe V como rey de España, tuvieron que ceder a Gran Bretaña extensos territorios en la futura Canadá (Saint Kitts, Nueva Escocia, Terranova y territorios de la Bahía de Hudson), además de reconocer la sucesión protestante en el Reino Unido —comprometiéndose a dejar de apoyar a los jacobitas— y prometer el desmantelamiento de la fortaleza de Dunkerque —en compensación Francia incorporaba el valle de Barcelonette en la Alta Provenza cedido por el duque de Saboya y el Principado de Orange, cedido por Prusia. 
Sin embargo y posteriormente a su firma del Tratado, continuaron las hostilidades en el territorio español hasta julio de 1715, cuando se firmó un segundo tratado mediante el cual España perdía sus posesiones en Europa, a cambio de conservar el control de los territorios metropolitanos (a excepción Gibraltar y Menorca, que pasaron a manos de la Gran Bretaña) y sus territorios en América y Asia. Así con este último acuerdo, Felipe fue reconocido como legítimo rey de España por todos los países, aunque el archiduque Carlos, siendo ya Emperador no lo aceptó, por lo que seguiría reclamando para él el trono español.

### Política interior

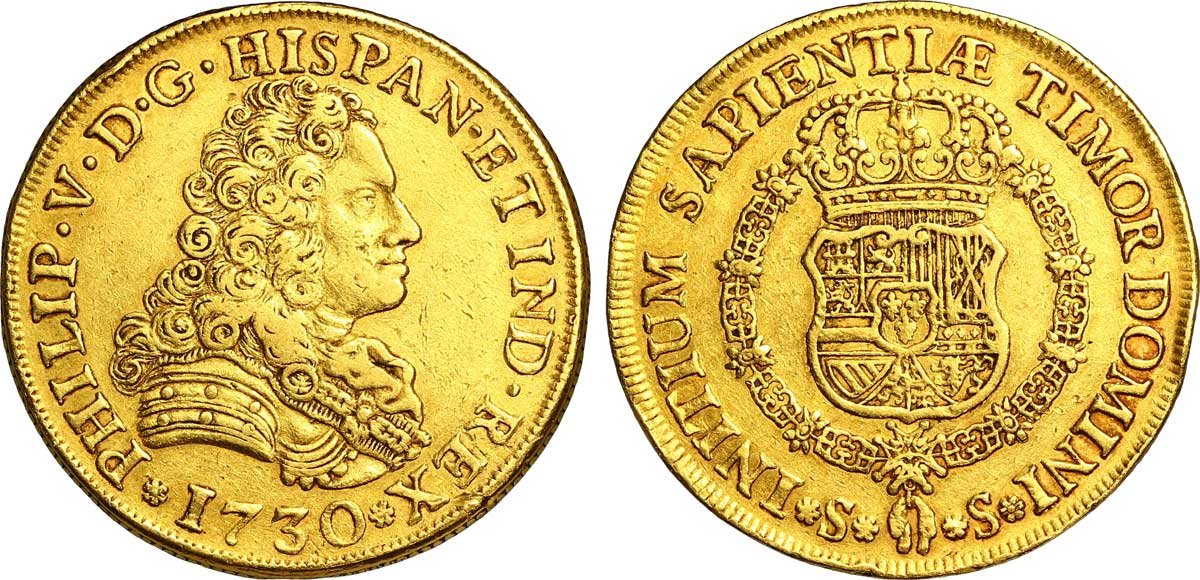
Moneda de 8 escudos de oro acuñada por Felipe V en Sevilla, 1730

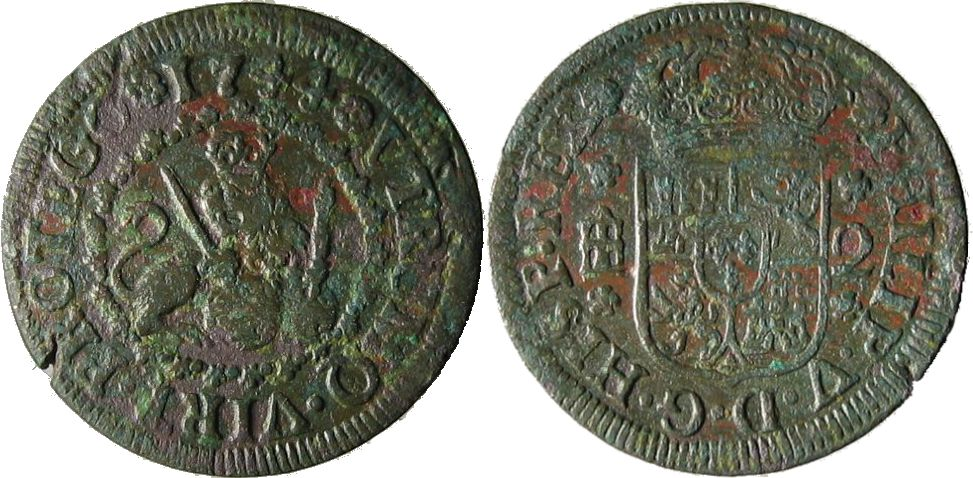
2 maravedís de Felipe V de España fechados en 1744 de la ceca de Segovia

Tomo V de la edición del Diccionario de la lengua castellana en 1737

A pesar de las condiciones personales y de su enfermedad, que le sumía en intermitentes y largas demencias, supo elegir a sus ministros: desde los primeros gobiernos franceses, seguidos por el de Julio Alberoni y, tras la aventura del barón de Ripperdá, por los ministros españoles, entre los que destacó, por su programa de gobierno interior y por su acción diplomática, José Patiño Rosales. Actuaban desde las secretarías de Estado y de Despacho, el equivalente más cercano a los ministerios posteriores, que suplantaron a los consejos del régimen polisinodial de los Austrias, reservados para honores y consideraciones pero vaciados de poder, a excepción del Consejo de Castilla, creciente en sus atribuciones. Por ello, la oposición a los gobiernos de Felipe V provino siempre de los nobles relegados.
Durante su largo reinado consiguió cierta reconstrucción interior en lo que respecta a la Hacienda, al Ejército y a la Armada, prácticamente recreada por exigencias de la explotación racional de las Indias, y como medio inevitable para afrontar las rivalidades marítimas y coloniales de Inglaterra. Su logro fundamental, no obstante, fue el de la centralización y unificación administrativa y la creación de un Estado moderno, sin las dificultades que supusieran antes los reinos históricos de la Corona de Aragón, incorporados al sistema fiscal y con sus fueros y derecho público (no así el privado) abolidos con la aplicación de los Decretos de Nueva Planta. En la actualidad los historiadores llaman la atención sobre los motivos por los que Felipe V sigue siendo un monarca denostado a pesar de que durante su reinado "impulsó la racionalización de la administración para de esta forma promover el desarrollo económico en un reino sumido en una fuerte crisis económica. Felipe V también puso en marcha un proceso de reforma agraria para superar el ancestral atraso del campo. No menos importante fue su interés por fomentar el comercio, la producción industrial y las vías de comunicación y así posibilitar la formación de un mercado nacional.

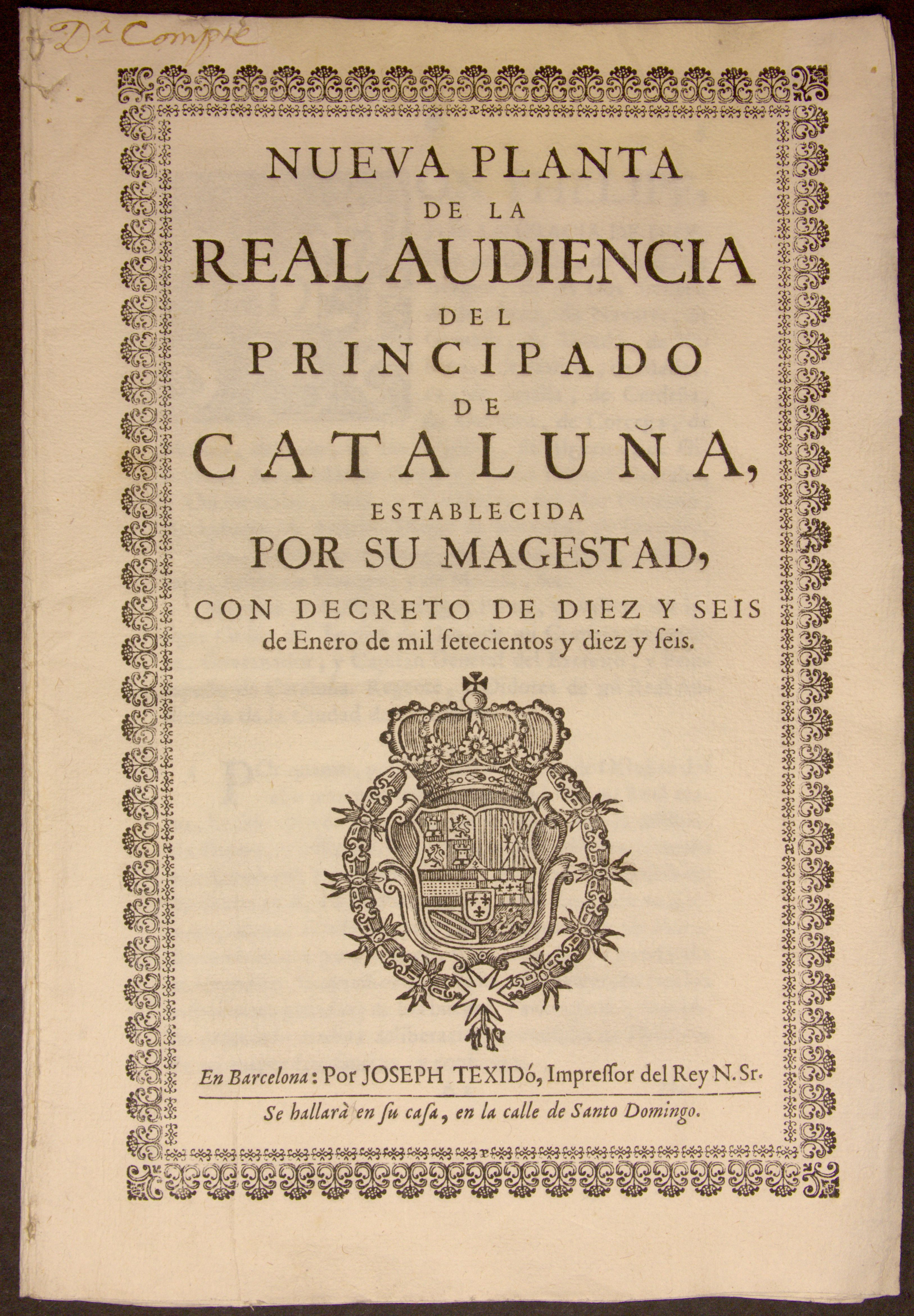
Portada del Decreto de Nueva Planta de la Real Audiencia del Principado de Cataluña

Los Decretos de Nueva Planta (Decreto de 1707 para Aragón y Valencia, de 1715 para Mallorca y de 1716 para Cataluña) impusieron el modelo jurídico, político y administrativo castellano en los territorios de la Corona de Aragón, que habían tendido, especialmente en Cataluña, a apoyar las pretensiones del candidato austriaco. Solo las Provincias Vascongadas y Navarra, así como el Valle de Arán, conservaron sus fueros e instituciones forales tradicionales por su demostrada fidelidad al nuevo rey durante la guerra de sucesión española. Así, el Estado se organizó en provincias gobernadas por un Capitán General y una audiencia, que se encargaron de la administración con total lealtad al gobierno de Madrid. Además, para la administración económica y financiera se establecieron las Intendencias provinciales, siguiendo el modelo francés, lo que conllevó la aparición de la figura de los intendentes.
Para el gobierno central se crearon las secretarías de Estado, antecesoras de los actuales ministerios, cuyos cargos eran ocupados por funcionarios nombrados por el rey. Se abolieron los Consejos de los territorios desaparecidos jurídica o físicamente de la Monarquía Católica (Consejos de Aragón, Italia y Flandes). Quedaron, pues, el de Navarra, el de Indias, el de la Inquisición, el de Órdenes (el único que ha pervivido hasta nuestros días), etc. De hecho, todo se concentró en el Consejo de Castilla. Asimismo se organizaron las Cortes de Castilla, en las que se integraron progresivamente representantes de los antiguos estados aragoneses. No obstante, el declive de las Cortes Castellanas continuó como en los siglos precedentes, con un papel meramente protocolario (como juras de los Príncipes de Asturias).
Felipe V se enfrentó a la ruinosa situación económica y financiera del Estado, luchando contra la corrupción y estableciendo nuevos impuestos para hacer más equitativa la carga fiscal. Fomentó la intervención del Estado en la economía, favoreciendo la agricultura y creando las llamadas manufacturas reales. Al final de su reinado los ingresos de la Hacienda se habían multiplicado y la economía había mejorado sustancialmente.

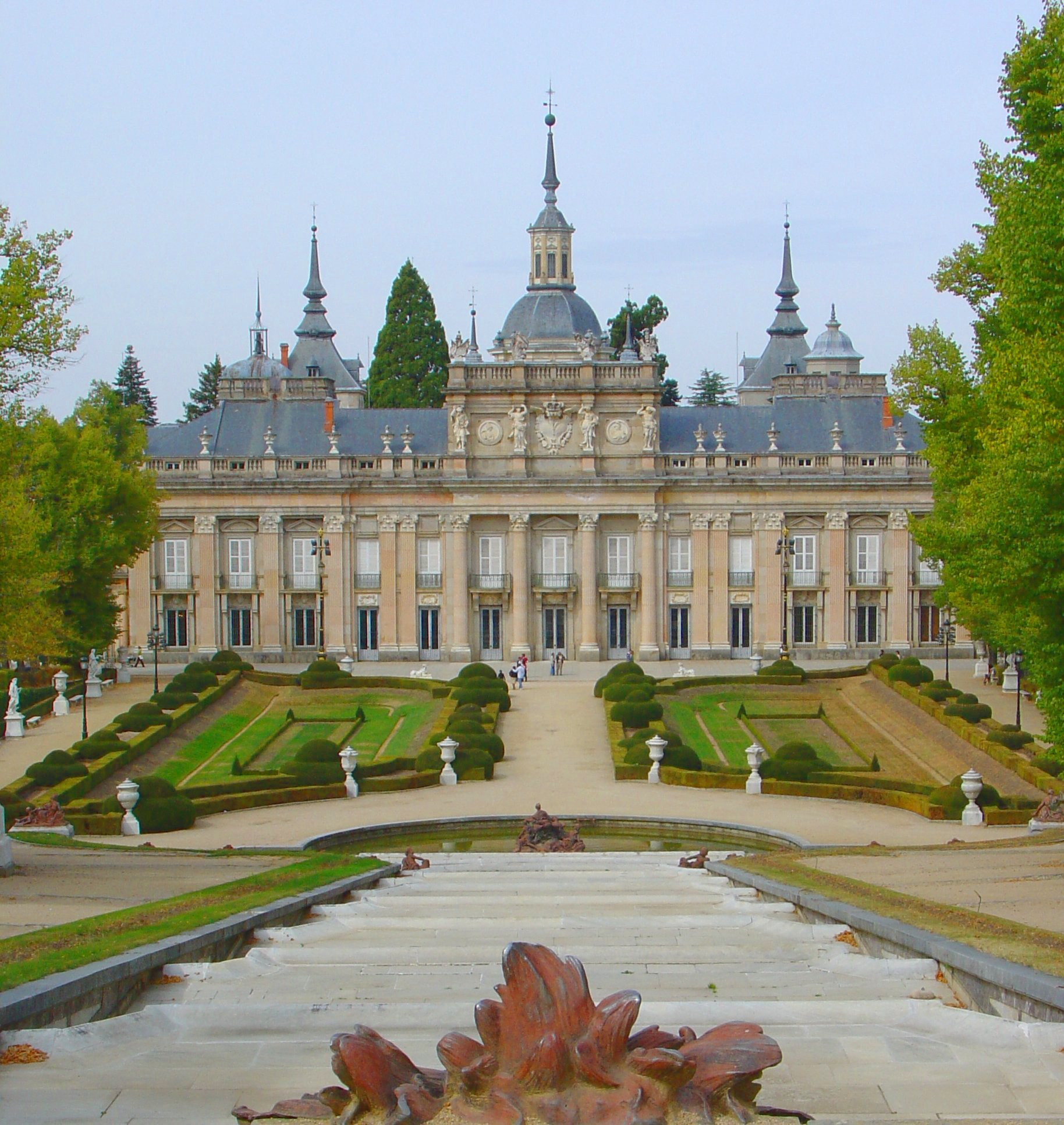
Palacio Real de La Granja de San Ildefonso

Siguiendo el ejemplo de su abuelo Luis XIV, quien consideraba la cultura y el arte como un medio para demostrar la grandeza real, Felipe V fomentó el desarrollo artístico y cultural. Ordenó la construcción del Palacio Real de La Granja de San Ildefonso, inspirado en el estilo francés cuyo modelo paradigmático era Versalles, al cual se retiraba para cazar y recuperarse de su depresión. Con todo, la influencia italiana en el arte cortesano del reinado es notoria, debida principalmente a la fuerte personalidad de la reina Isabel Farnesio. Felipe V y su esposa adquirieron para decorar la Granja importantes esculturas romanas de Cristina de Suecia, y fue también notable la compra de pinturas, como las que habían pertenecido a Carlo Maratta. Su otro gran proyecto artístico fue el Palacio Real de Madrid, que ordenó construir tras el incendio del Alcázar de Madrid, que siempre le había disgustado. Durante su reinado se amplió y reformó notablemente el palacio de Aranjuez. Su reinado coincidió con la introducción en España del estilo rococó. Felipe V fue también el fundador de organismos culturales tan prestigiosos como la Real Academia Española y la Real Academia de la Historia, siguiendo el modelo francés.
Igualmente en el terreno del derecho dinástico Felipe V instauró en España los usos franceses. Así, tras un intento de introducir la ley Sálica frustrado por la oposición de las Cortes, el 10 de mayo de 1713 promulgó un nuevo reglamento de sucesión, que constituyó la Ley de Sucesión Fundamental, en el que las mujeres solo podrían heredar el trono si no hubiera herederos varones en la línea principal (hijos) o lateral (hermanos y sobrinos), con lo que se pretendía bloquear el acceso de dinastías extranjeras al trono español.
Como consecuencia de las necesidades de la guerra y siguiendo el modelo francés, Felipe V realizó una profunda remodelación del ejército, sustituyendo los antiguos tercios por un nuevo modelo militar basado en brigadas, regimientos, batallones, compañías y escuadrones. Se introdujeron novedades como los uniformes, los fusiles y la bayoneta, y se perfeccionó la artillería. Durante el reinado de Felipe V se inicia la reconstrucción de la armada española: se construyen buques más modernos y nuevos astilleros y se organizan las distintas flotillas y armadas en la Armada Española (1717). Esta política sería proseguida por sus hijos, y hasta finalizar el siglo el poder naval español siguió siendo uno de los más importantes del mundo.
Cabe destacar que, si bien Felipe V tenía un poder absoluto, nunca gobernó como tal. La enfermedad que padecía desde la adolescencia y que provocaba en el rey ataques transitorios de depresión (Isabel Farnesio pretendió curar la melancolía del rey con el canto del castrato Farinelli) impidió que Felipe V pudiera cumplir regularmente con sus tareas de gobierno. Por ello, el verdadero poder lo ejercieron sus primeros ministros, algunos cortesanos como la princesa de los Ursinos, y posteriormente su segunda mujer, Isabel Farnesio, con la que se había casado en 1714.

#### Reformas políticas y administrativas

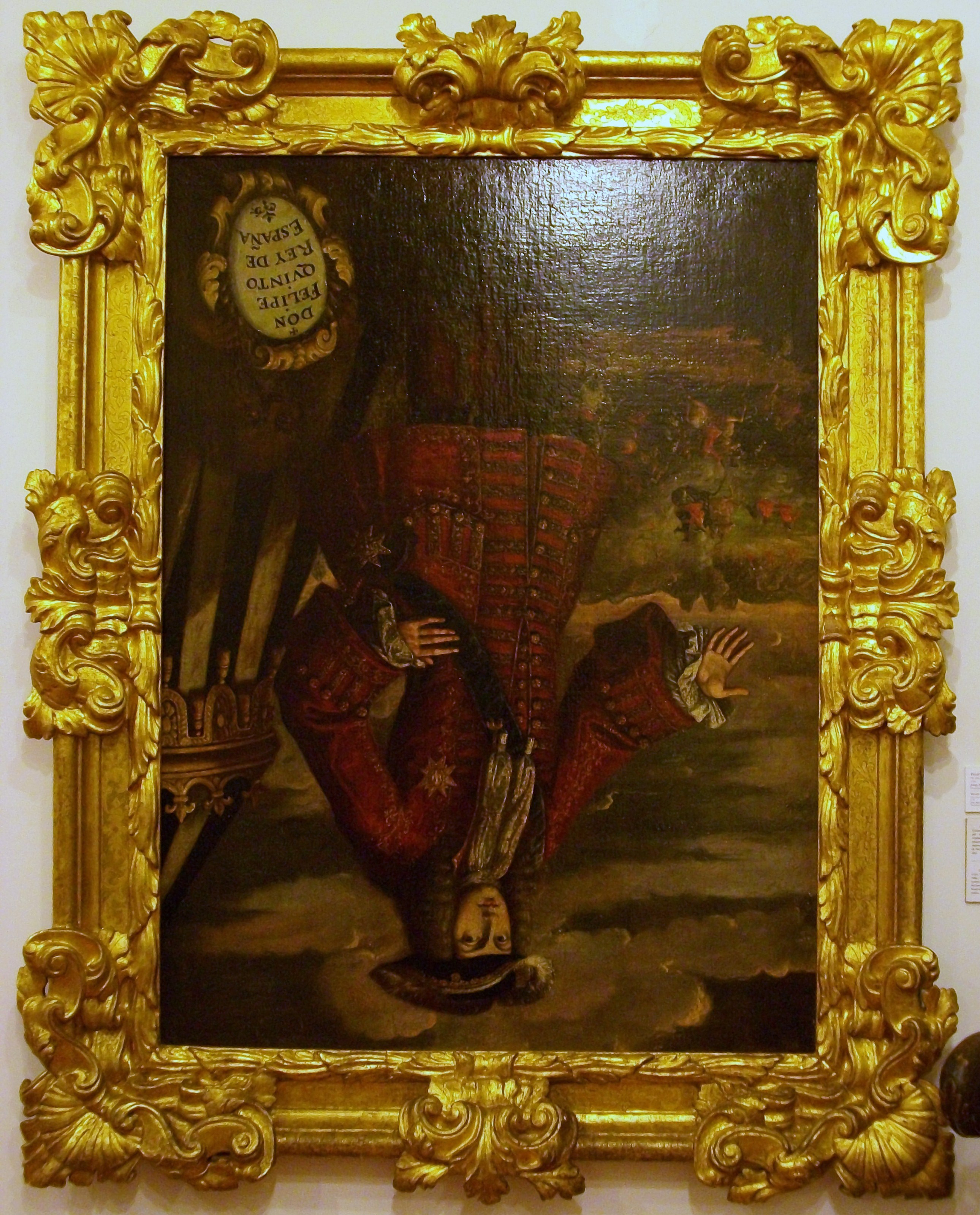
Cuadro de Felipe V en el Almudín de Játiva expuesto boca abajo como castigo por ordenar el incendio de la ciudad en 1707

Felipe V haría que la administración pública corriera directamente por cuenta del Estado y se establecieron las intendencias. La administración sería ejercida en adelante por la Corona y por funcionarios públicos especialmente nombrados para tales fines. Todas las funciones de la administración pública debían caer en manos de profesionales. El nombramiento de los funcionarios tendría en cuenta únicamente su preparación y competencia. Solo ascenderían por sus méritos y debían percibir un buen salario para evitar la corrupción.
Felipe V realizó una completa modernización de las técnicas administrativas. Esto sería posible gracias a la profesionalidad de los funcionarios públicos y a la elaboración de leyes e indicaciones claras. La rendición de cuentas a las autoridades sería regular y periódica, y la fiscalización se realizaría permanentemente, pudiendo sustituir al funcionario que no cumpliera sus funciones.
Se constituyó la obligatoria e inmediata observancia de la ley. Durante los siglos XVI y XVII muchas ordenanzas enviadas desde la metrópoli fueron «acatadas, mas no cumplidas» por las autoridades coloniales. Según el historiador Céspedes del Castillo, la meta reformadora consistió en sustituir esa fórmula por otra como esta: «Obedezco, cumplo e informo de haberlo hecho con rapidez y exactitud». Por último se limitaron el poder del arzobispado y las funciones de los obispos, reduciendo así el poder de la iglesia.

#### Reformas económicas
Se fortalecieron y regularon las actividades económicas. España debía recuperar el comercio con sus posesiones de ultramar, arrebatándoselo a los franceses e ingleses, y combatir el contrabando. Se mejoró el sistema fiscal. También se aumentaron los impuestos y se crearon aduanas, encargadas de recaudar los impuestos del comercio interior y exterior.
Felipe V ratificó las medidas mercantilistas, como la prohibición de importar manufacturas textiles o la de exportar grano; y se intentó reanimar el comercio colonial por medio de la creación de compañías privilegiadas de comercio (al estilo de los Países Bajos o el Reino de Gran Bretaña) aunque no tuvieron demasiado éxito. Las cláusulas del tratado de Utrecht, que daban a Inglaterra el derecho a un navío de permiso y el asiento de negros, hacían que fuera más sencillo para los comerciantes ingleses que para los españoles (sujetos a las reglamentaciones monopolísticas de la flota de Cádiz y la Casa de Contratación).
Durante este comercio atlántico surgieron importantes figuras de la historia naval de España, entre los que destaca el corsario tinerfeño Amaro Pargo. Felipe V benefició frecuentemente a dicho corsario en sus incursiones comerciales y corsarias: le otorgó una Real orden dada en el Palacio de El Pardo de Madrid en septiembre de 1714 en el que lo nombra capitán de un navío comercial con destino a Caracas. El propio monarca intercedió también en la liberación de Amaro durante su detención por la Casa de Contratación de Cádiz y lo autorizó para construir un navío con destino a Campeche, el cual estaba armado en corso.

#### Reformas educativas
El control de la educación pasa a manos del Estado. La instrucción también fue objeto de reforma; la enseñanza primaria siguió en manos de las órdenes religiosas ante la falta de profesorado competente. Sin embargo, la educación universitaria fue reformada a fondo. Se crearon nuevas instituciones de educación superior llamadas «colegios mayores», que eran administrados por el Estado, como el Colegio de Minería; en ellos se implantó el sistema de provisión de becas. Las academias científicas completaron las reformas en este campo.

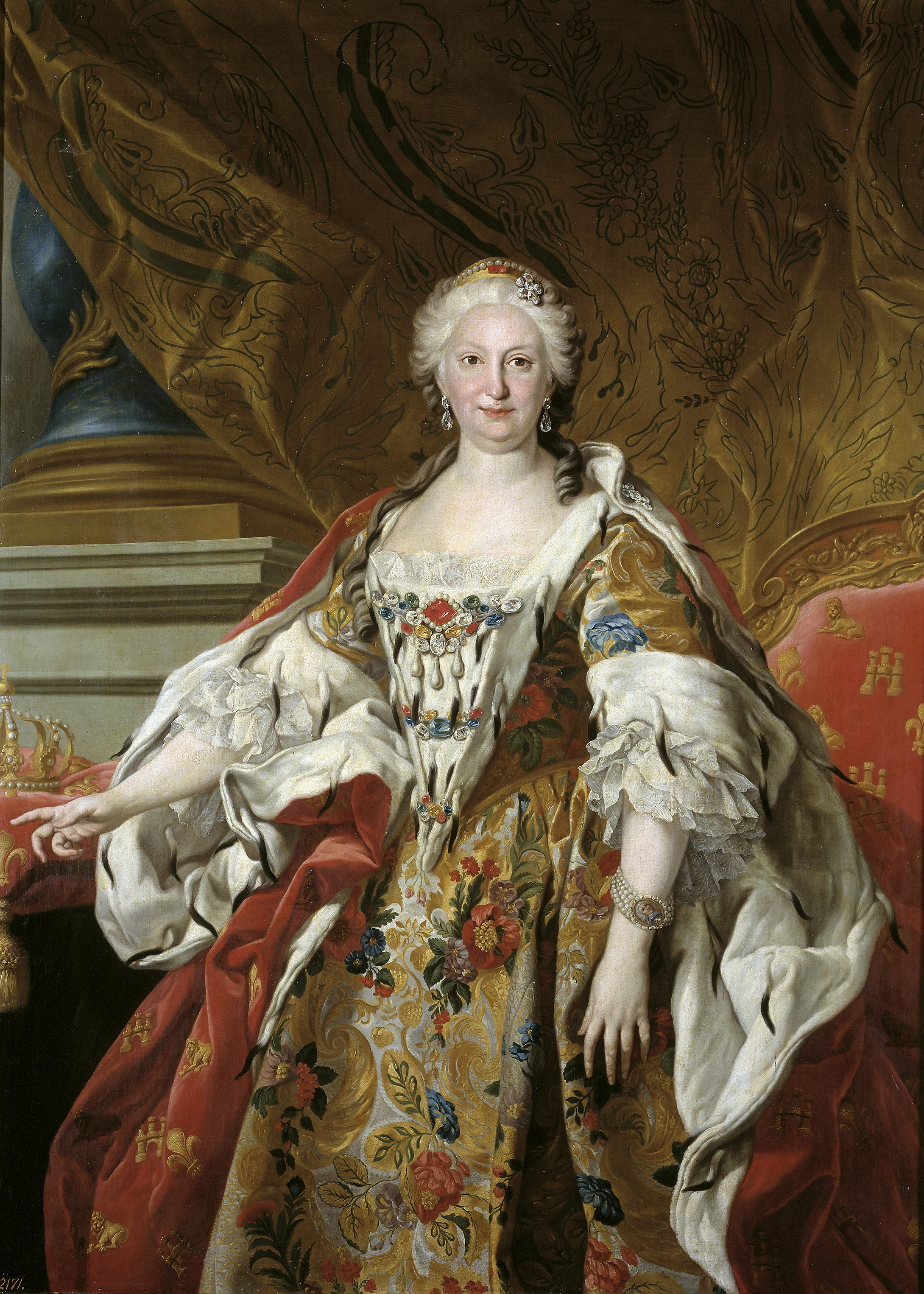
Retrato de Isabel Farnesio, por Louis-Michel van Loo (c. 1739). Óleo sobre lienzo,, Museo del Prado (Madrid)

### Política exterior (1715-1724)
Los protagonistas de este período fueron Isabel Farnesio y el primer ministro Giulio Alberoni, agente de la corte de Parma que había negociado su enlace matrimonial y que actuó como el hombre fuerte en la Corte. La muerte de su abuelo Luis XIV de Francia produjo el ascenso como regente de Francia del duque de Orleans, enemigo personal de Felipe V, lo que frustró toda posible aspiración a intervenir de algún modo en Versalles. Esto provocó un giro en la política exterior, que se sumó al producido en el interior.
Cabe destacar de esta fase la política exterior, que partió del rechazo de los tratados de Utrecht y Rastatt y tuvo como objetivo la recuperación de los territorios italianos para situar en ellos a los hijos de Isabel Farnesio y crear reinos satélites de España.
En 1717 las tropas españolas conquistaron Cerdeña e invadieron Sicilia al año siguiente. Por ello, Gran Bretaña, Francia, Holanda y Austria firmaron la Cuádruple Alianza contra España. Una escuadra inglesa destruyó la armada española en Cabo Pesaro y los aliados solicitaron la dimisión de Giulio Alberoni, promotor de esta política, como condición para la paz.

### Conflicto con la Santa Sede (1717 y 1737)

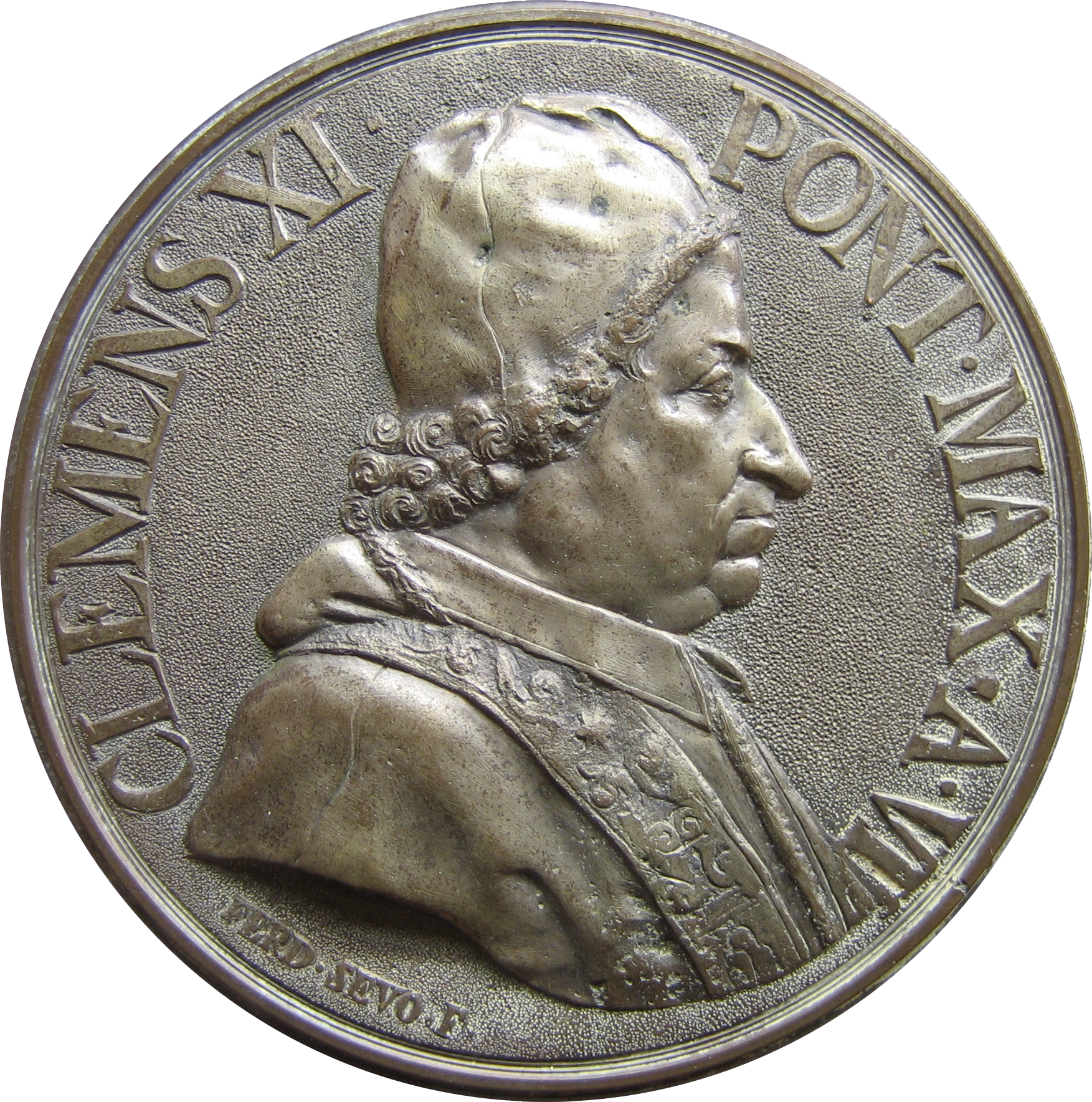
Clemente XI en una moneda.

El primer conflicto con la Santa Sede del reinado de Felipe V se produjo en plena guerra de sucesión española cuando el papa Clemente XI el 15 de enero de 1709 reconoció como rey al otro pretendiente a la Corona el Archiduque Carlos, presionado por el ejército imperial que había sitiado Roma tras derrotar al ejército borbónico francés en el norte de Italia. La respuesta de Felipe V fue expulsar de la corte de Madrid al nuncio papal Antonio Félix Zondadari el 10 de marzo. Poco después, el 22 de abril de 1709, Felipe V promulgaba un decreto por el que se reconocía la independencia de hecho de los obispos españoles respecto a Roma al establecer que en el procedimiento de las causas eclesiásticas se volviera al uso «que tenía antes que hubiese en estos reinos nuncio permanente». Así, los obispos tendrían que ejercitar su jurisdicción sobre «lo que cabe en su potestad», tanto en materia de dispensas como de justicia, de los que antes de la ruptura se ocupaba la curia romana.
La ruptura con el papa y el decreto posterior provocaron las protestas de la jerarquía católica española más antirregalista. El cardenal Portocarrero, Alonso de Monroy, arzobispo de Santiago, y el cardenal Belluga, obispo de Murcia, enviaron sendos escritos al rey, el último de ellos en forma de un contundente Memorial Antirregalista, que no vería la luz pública en Roma hasta la década de 1740. En todos ellos aparecen las ideas propias de la corriente antirregalista: "un antiepiscopalismo radical, pues, a su juicio, las reivindicaciones episcopales constituyen un peligro para la Iglesia; predominio del centralismo romano y exaltación del poder pontificio; temor al regalismo que consideran un peligro de cisma; inmunidad de los privilegios eclesiásticos, apoyados por Roma, y que consideran básicos para la conservación del catolicismo en España y rechazo de cualquier atisbo de secularización que pudiera expresar la autonomía del poder político".
Pero la ruptura también movilizó a los regalistas, empezando por el obispo Francisco Solís que escribió un Dictamen que de Orden del Rey dio el Illmo. Sr. D. Francisco Solís, Obispo de Córdoba y Virrey de Aragón en el año 1709 sobre los Abusos de la Corte Romana por lo tocante a las Regalías de S.M. y Jurisdicción que reside en los Obispos, en el que defendió la independencia de los obispos respecto de Roma, al ser consagrados iure divino, lo que les permitía convocar concilios —siguiendo, pues, los principios del episcopalismo y del conciliarismo—, y señalando además al centralismo romano como la principal causa de la decadencia de la Iglesia. Así propone, siguiendo el ejemplo de los Concilios de Toledo de la época visigoda, que el rey convoque un concilio de todos los obispos españoles que apruebe las medidas necesarias para llevar a cabo la reforma eclesiástica. Con esta última propuesta, Solís defiende seguir el ejemplo del galicanismo y en su escrito alaba la Pragmática Sanción de Bourges:

Esta práctica de convocar los monarcas los Concilios Nacionales para examinar los abusos y reparar la disciplina se halla ejecutoriada en España desde su primer rey Recaredo... [En] los Concilios Toledanos, interesaron los reyes godos su real autoridad en el restablecimiento de la disciplina y observancia de las inmaculadas leyes de la iglesia

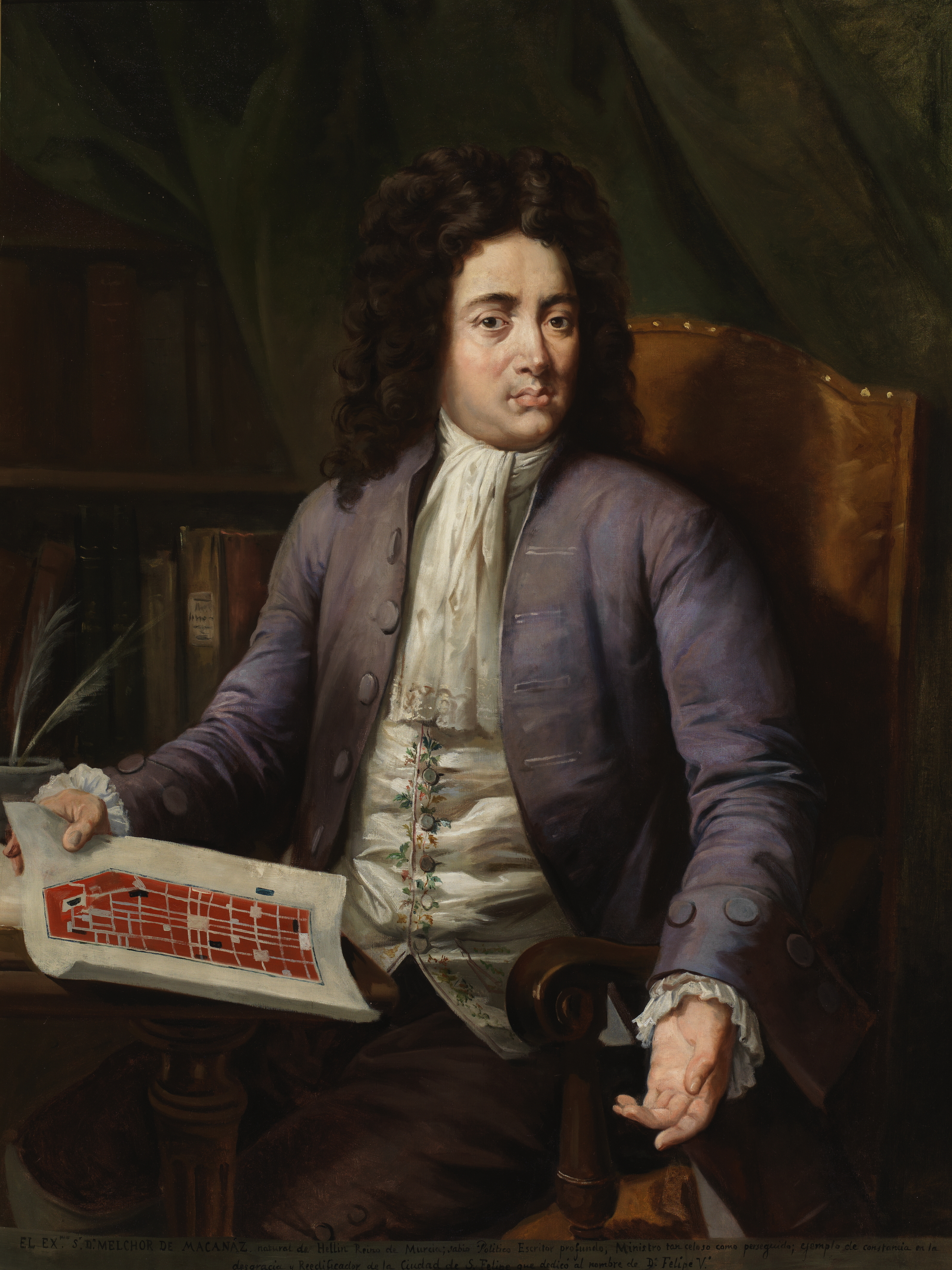
Melchor Rafael de Macanaz, aparece retratado con el plano de la Colonia de San Felipe que se tenía que edificar sobre la destruida Játiva.

El rey francés Luis XIV medió en el conflicto y consiguió reunir en París a un representante del papa y a un representante de su nieto Felipe, Rodrigo de Villalpando, futuro marqués de la Compuesta, quien recibió una instrucciones estrictas redactadas por el recién nombrado fiscal del Consejo de Castilla Melchor de Macanaz, un declarado regalista. El documento recibió el nombre de Pedimento y constituye uno de los documentos capitales del regalismo hispano. En él Macanaz defiende que en el campo de la «fe y de la religión se debe ciegamente seguir la doctrina de la Iglesia» pero que en los aspectos temporales el poder civil tiene plena autonomía —una propuesta muy cercana al modelo de la Iglesia galicana—. Sin embargo, el Pedimento, entre otras razones, le acabaría costando el destierro a Macanaz pues fue denunciado ante la Inquisición y perdió la protección del rey al caer su principal valedora en la corte la princesa de los Ursinos a causa de la llegada de la nueva reina Isabel Farnesio. Como han señalado Antonio Mestre y Pablo Pérez García, con el destierro de Macanaz "la corriente regalista sufría un terrible golpe, pero también desaparecía un proyecto reformista de largo alcance. Porque Macanaz pretendía una reforma de la enseñanza universitaria muy renovadora y ambiciosa... y el control del tribunal del Santo Oficio de la Inquisición por parte del gobierno civil".
El nuevo equipo de gobierno propiciado por la reina Isabel de Farnesio y encabezado por Julio Alberoni propició el acercamiento a Roma y así se llegó a un acuerdo provisional conocido como el "concordato de 1717". En el mismo el papado recuperaba su situación jurídica anterior a 1709 a cambio del pago de 150 000 ducados anuales procedentes de las rentas eclesiásticas para la lucha contra el turco —y Alberoni fue nombrado cardenal—. Sin embargo, "los grandes problemas planteados por Solís o Macanaz quedaron marginados".
Cuando en virtud del Tratado de Sevilla de 1729, el infante don Carlos, varón primogénito del segundo matrimonio de Felipe V con Isabel de Farnesio, recibió el reino de Nápoles, volvió a producirse la ruptura con la Santa Sede, porque ésta puso en cuestión la validez del Tratado de Sevilla alegando que Nápoles era un feudo del papa. El conflicto de fondo, sin embargo, residía en la reivindicación del Patronato Universal —es decir, extender a todos los dominios de la Monarquía de Felipe V el patronato regio que ya detentaba sobre Granada, Canarias y Las Indias—, propuesta impulsada por el nuevo equipo regalista encabezado por el recién nombrado Gobernador del Consejo de Castilla, el obispo de Málaga Gaspar de Molina y Oviedo, y por el nuevo embajador en Roma, el cardenal Acquaviva, y que contaban con el apoyo de José Patiño el principal ministro del rey. Cuando la Curia romana rechazó la creación en agosto de 1735 de la Junta de Real Patronato, cuya finalidad era impulsar la incorporación a la Corona de iglesias y patronatos, los breves papales fueron "secuestrados" por orden del obispo Molina que impuso así el exequatur —que ninguna orden papal tenía validez en los dominios de la Monarquía de España sin el refrendo de su soberano—. La solución final al conflicto fue la firma del nuevo "concordato de 1737", en el que se produjeron avances en la línea del regalismo —y el obispo Molina, como Alberoni, fue nombrado cardenal—: "quedaba regulado el derecho de asilo eclesiástico; la Iglesia controlaría el número de clérigos y se propondría la reforma del clero por medio de los obispos... y Roma cedió con un nuevo gravamen sobre los bienes eclesiásticos". Sin embargo, la cuestión fundamental del Patronato Regio y del control de los beneficios eclesiásticos fue aplazado para ser discutido más adelante, aunque el obispo-cardenal Molina lo consideró un éxito pues quedaba la «puerta abierta» para que la Junta de Real Patronato continuara actuando sobre la cuestión del control de los beneficios eclesiásticos. En 1737 en una investigación realizada por el abad de Vivanco este encontró 30 000 beneficios eclesiásticos que escapan al patronato real en beneficio del papa.

### Abdicación, reinado de Luis I y recuperación del trono (1724)

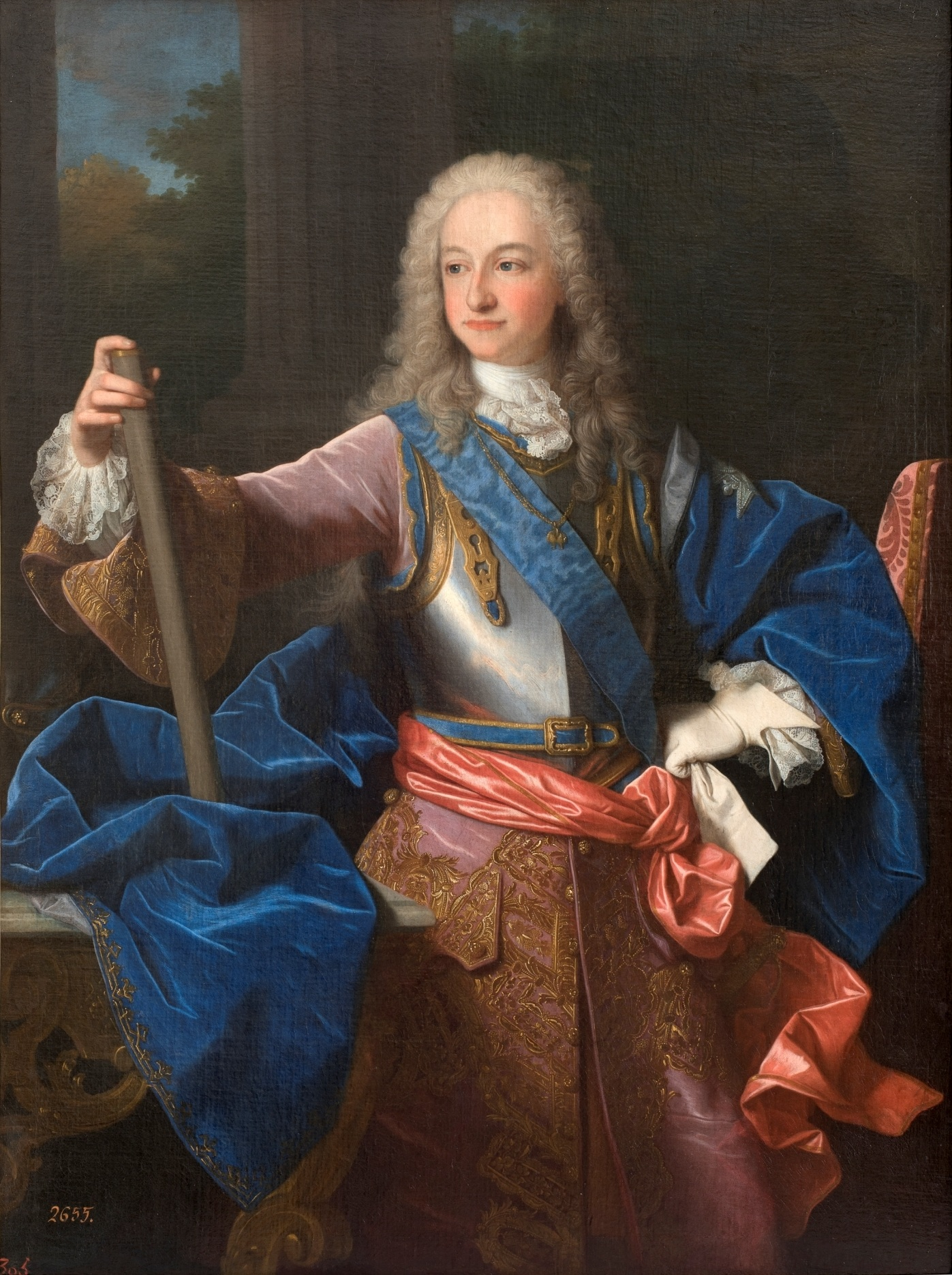
Retrato de Luis I, rey de España, por Jean Ranc (c. 1724). Óleo sobre lienzo, 108 x 84 cm, Museo del Prado (Madrid).

El 10 de enero de 1724, el rey Felipe V firmó un decreto por el que abdicaba en su hijo Luis, de diecisiete años, casado con Luisa Isabel de Orleans, dos años menor que este. El príncipe recibió los documentos el 15, y se publicaba la disposición al día siguiente. Los motivos de esta abdicación son objeto de discusión. Durante la época se dijo que el monarca esperaba acceder al trono de Francia ante una posible muerte prematura de Luis XV que le convertiría en su sucesor, siempre y cuando no ocupara el trono español (puesto que el Tratado de Utrecht prohibía que España y Francia estuvieran regidos por una misma persona). O también es posible que la abdicación de Felipe V fuese la acción de un hombre enfermo mental que es consciente de que no está en condiciones de gobernar y elige apartarse de las responsabilidades de Gobierno. Este último punto de vista es el que defendió el historiador Pedro Voltes: Felipe V abdicó a causa de la fuerte depresión que sufría en aquellos años.
Los reyes padres Felipe e Isabel se retiraron al Palacio Real de La Granja de San Ildefonso, pero la reina estuvo siempre perfectamente informada de lo que sucedía en la corte de Madrid.
Luis I reinó sólo durante ocho meses. A mediados de agosto enfermó de viruela y murió el 31 de ese mes. Al haber abdicado Felipe V, su sucesor tendría que haber sido el otro hijo varón Fernando, de diez años de edad, pero la rápida actuación de la reina Isabel Farnesio lo impidió. Tuvo que enfrentarse a ciertos sectores de la nobleza castellana que apoyaban la opción de Fernando argumentando que no cabía la marcha atrás en la abdicación de un rey. «El mismo confesor del rey, padre Bermúdez, entendía que era pecado mortal reasumir una corona a la cual había renunciado con todas las solemnidades. El confesor reunió luego, a petición del monarca, una junta de teólogos en el convento de jesuitas, la cual fue contraria a que Felipe V volviera al trono y sólo estaba dispuesta a aprobar que ejerciera el poder como regente de su hijo y heredero, Fernando. Ni como regente ni como rey ni como nada, contestó Felipe V colérico, deseoso de rumiar en paz su depresión». Para contrarrestar la opinión de los teólogos, la reina presionó al Consejo de Castilla para que pidiera a Felipe V que recobrara el trono. El 6 de septiembre de 1724, una semana después de la muerte de su hijo Luis, Felipe V volvía a ostentar la Corona de la Monarquía de España, y su hijo Fernando era proclamado como el nuevo príncipe de Asturias y jurado poco después por las Cortes de Castilla, convocadas con tal fin.

### Política exterior (1725-1746)

Pérdidas territoriales como consecuencia del Tratado de Utrecht

En 1725 se firmaron tratados de paz y alianza con Carlos VI de Austria, y al año siguiente comenzó la guerra hispano-británica. Esta rivalidad, originada de las ventajas que había obtenido Inglaterra en el Tratado de Utrecht, marcó el resto del reinado con incesantes incidentes marítimos (desde 1739 la conocida con el nombre de guerra del Asiento). La organización de la Liga de Hannover entre las potencias europeas recelosas del tratado hispano-austriaco obligó a denunciarlo y a firmar el Convenio de El Pardo (1728) que reconoció definitivamente la vigencia del Tratado de Utrecht. Bajo la dirección de Patiño se reorientó la política exterior, buscando la alianza con Francia por medio del Primer Pacto de Familia (1733), en el contexto de la guerra de Sucesión polaca.
La ambivalente posición frente al tratado de Utrecht y la política europea de Francia también tuvieron como objetivo la recuperación de los territorios italianos para situar en ellos a los hijos de Isabel Farnesio y crear reinos satélites de España. La tarea fue encomendada a Carlos, el futuro Carlos III de España, que empezó por Plasencia, Parma y Toscana (1732) para luego ocupar el trono de Nápoles en 1734 (los tres ducados hubieron de ser devueltos a Austria, para ser más tarde recuperados, menos Toscana, por el infante Felipe). España volvió a ser una potencia naval, dominando el Atlántico, y a tener en cuenta en el Mediterráneo Occidental (aunque Inglaterra siguió controlando Gibraltar y Menorca). El nuevo ministro José del Campillo y Cossío, en el contexto de la guerra de Sucesión austríaca llevó al Segundo Pacto de Familia (1743).

#### Sacro Imperio Romano Germánico
El tratado de Viena de 1725 fue firmado por Carlos VI del Sacro Imperio Romano Germánico y Felipe V de España. Según los términos del acuerdo, Carlos VI renunciaba a sus aspiraciones al trono español mantenidas durante la guerra de sucesión española, mientras Felipe V renunciaba a los territorios del Imperio en Italia y los Países Bajos.
En la firma del tratado comparecieron Eugenio de Saboya, Felipe Ludovico y Gundavaro Thomas en nombre de Carlos VI y Juan Guillermo Ripperdá en representación de Felipe V.

#### Dinamarca
El tratado de San Ildefonso de 1742, firmado entre Felipe V (España) y Cristián VI (Dinamarca), fue un tratado de amistad, navegación y comercio por el que se establecían las condiciones por las que se regirían las relaciones comerciales entre ambos países.
En la firma del tratado comparecieron José del Campillo y Cossío en nombre de Felipe V y Federico Luis, barón de Dehn, por parte de Cristián VI, quienes ajustaron el acuerdo en el Palacio Real de La Granja de San Ildefonso el 18 de julio de 1742. El acuerdo quedaría anulado en 1753.

#### Francia, Nápoles y la República de Génova
El tratado de Aranjuez de 1745 fue una alianza militar pactada entre los reinos de España, Francia y Nápoles con la República de Génova, para apoyar a esta última frente a los ataques de Cerdeña y Austria, en el marco de la guerra de Sucesión austriaca.
A la redacción y firma del tratado, concluido en Aranjuez el 1 de mayo de 1745, asistieron Sebastián de la Cuadra, en nombre de Felipe V de España, Luis Guido Guerapin Baureal, en representación del rey Luis XV de Francia, Esteban Reggio y Gravina, enviado de Carlos VII de Nápoles, y Jerónimo Grimaldi en nombre de la república de Génova.

#### Pactos de Familia
Los Pactos de Familia fueron tres alianzas acordadas en distintas fechas del siglo XVIII entre las monarquías de España y Francia. Deben su nombre a la relación de parentesco existente entre los reyes firmantes de los pactos, todos ellos pertenecientes a la Casa de Borbón. España se dio cuenta de que le convenía una política de amistad con Francia, por lo que se firmó un acuerdo por el que se ligaban militarmente. Dos de ellos se firmaron en la época de Felipe V, y los pactos llevaron a España a una serie de guerras europeas de la época:
- Primer pacto: firmado en 1734, hace que España intervenga en la guerra de sucesión de Polonia, que acaba con el tratado de Viena en 1738. En este tratado, el infante Carlos (futuro Carlos III de España) obtiene las coronas de Nápoles y Sicilia.

- Segundo pacto: España entra en la guerra de sucesión de Austria en 1743, y cuando acaba esta guerra en 1748, Felipe V había muerto, y por el tratado de Aguisgrán, el príncipe Felipe obtiene los ducados de Parma, Plasencia y Guastalla.

## Fallecimiento

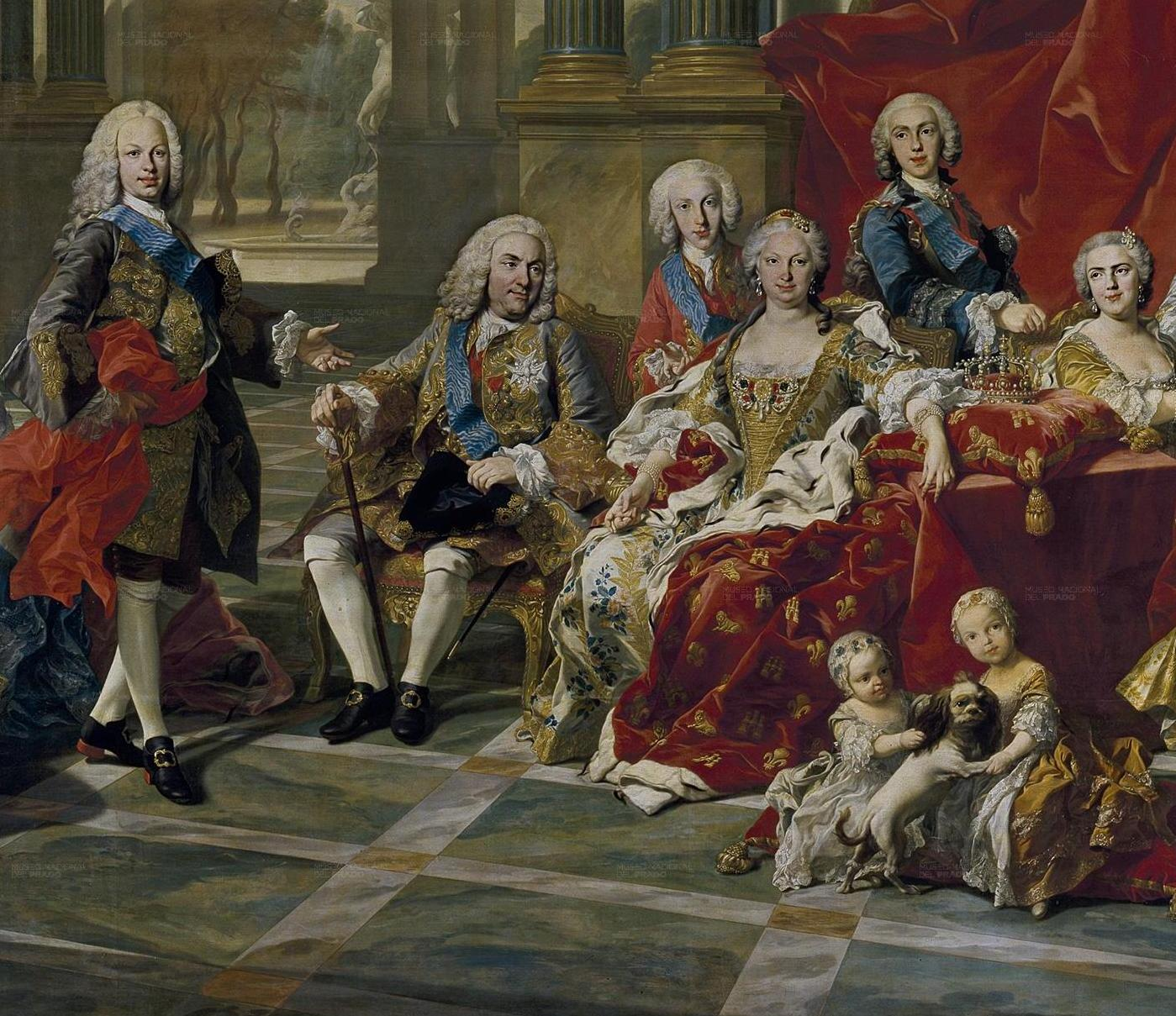
Detalle del cuadro La familia de Felipe V de Van Loo (1743), en el que aparece de pie el príncipe de Asturias Fernando VI, junto a su padre el rey Felipe V y a su madrastra, la reina Isabel Farnesio, ambos sentados.

Durante los últimos años de su reinado, la enfermedad mental y el deterioro físico de Felipe V se fueron acentuando, se puede apreciar al rey en obras célebres de los pintores franceses, como Jean Ranc y Van Loo, se observa el cansancio que presenta, producto de problemas alimenticios y males psicológicos, hasta que en la noche del 9 de julio de 1746 murió de un ataque cerebrovascular. 
Apenas transcurrida una semana de la muerte de su padre, el nuevo rey Fernando VI —el único hijo varón de su primer matrimonio que le había sobrevivido— ordenó a su madrastra, la reina viuda Isabel Farnesio —quien había sometido a los príncipes de Asturias a una especie de «arresto domiciliario» durante casi quince años—, que abandonara el palacio real del Buen Retiro y se marchara a vivir a una casa de la duquesa de Osuna, acompañada de sus hijos, los infantes Luis y María Victoria. Al año siguiente fue desterrada de Madrid y su residencia quedó fijada en el palacio de La Granja de San Ildefonso. 
Cuando la reina viuda protestó por medio de una carta en la que le decía al rey que «desearía saber si he faltado en algo para enmendarlo», Fernando VI le respondió con otra misiva en la que decía: «Lo que yo determino en mis reinos no admite consulta de nadie antes de ser ejecutado y obedecido».

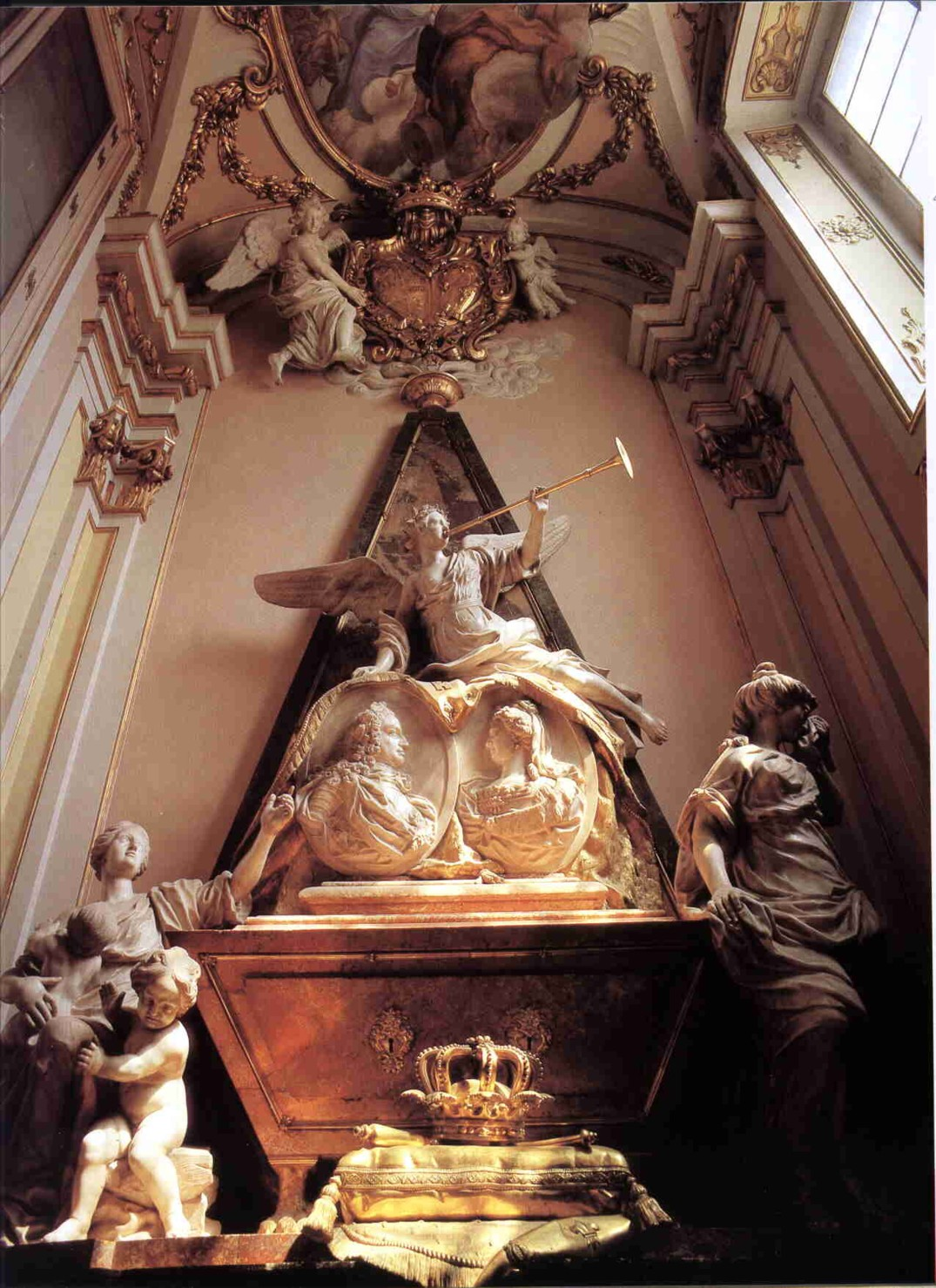
Sepulcro de Felipe V e Isabel Farnesio en la Real Colegiata de la Santísima Trinidad, en el Palacio Real de la Granja de San Ildefonso (Segovia)

Por expreso deseo de Felipe V, su cuerpo no fue enterrado en la cripta real del Monasterio de El Escorial, como lo habían sido los reyes de la casa de Austria y también lo serían sus sucesores Borbón (salvo, asimismo, Fernando VI), sino en el Palacio Real de la Granja de San Ildefonso ubicado en la localidad de La Granja de San Ildefonso (provincia de Segovia), que había sido preferido por él en vida, como un capricho arquitectónico mucho más de su agrado y que le recordaba a la añorada corte francesa. Los restos del monarca reposan junto con los de su segunda esposa, Isabel Farnesio, en un mausoleo emplazado en la Real Colegiata de la Santísima Trinidad, en la llamada Sala de las Reliquias, dentro del citado Palacio Real.

## Personalidad de Felipe V
El noble francés Louis de Rouvroy, duque de Saint-Simon hizo una pequeña descripción generalizada del primer Rey de España de la Casa de Borbón cuando era embajador de Francia en Madrid:

Felipe V, Rey de España, posee un gran sentido de la rectitud, un gran fondo de equidad, es muy religioso, tiene un gran miedo al diablo, carece de vicios y no los permite en los que le rodean.[cita requerida]
Louis de Rouvroy, Duque de Saint-Simon

Sin embargo, la historiadora francesa Janine Fayard afirma:

El despacho le aburría, no sabía divertirse y al final de su vida este aburrimiento le llevaría a sumirse en una inercia total, preso de una profunda melancolía patológica. Solo la guerra lo sacó por breves momentos de su apatía congénita, lo que le valió el sobrenombre de «animoso». Toda su vida estuvo dominado por sus familiares. Pronto aparecieron caricaturas alusivas. Una de ellas lo muestra guiado por el cardenal Portocarrero y el embajador de Francia, Henri Harcourt, con esta inscripción: «Anda, niño, anda porque el cardenal lo manda»

En la misma línea que la historiadora francesa, el historiador Pedro Voltes destacó el deterioro mental de Felipe V durante su vida. Así relata una de las múltiples crisis que padeció:

El príncipe Fernando fue admitido alguna que otra vez a la presencia de su padre, que se había recluido en El Pardo. Allí pudo captar con sus propios ojos los tragicómicos desatinos del soberano: se había empeñado en llevar siempre una camisa usada antes por la reina, porque temía que le envenenasen con una camisa; otras veces prescindía de esa prenda y andaba desnudo ante extraños; se pasaba días enteros en la cama en medio de la mayor suciedad, hacía muecas y se mordía a sí mismo, cantaba y gritaba desaforadamente, alguna vez pegó a la reina, con la cual se peleaba a voces y repitió tanto sus intentos de escaparse que fue preciso poner guardias en su puerta para evitarlo. Peor aún: en cierto momento en que pudo disponer de papel y pluma, compuso rápidamente una carta de abdicación y la mandó al presidente del Consejo de Castilla, supremo órgano de gobierno, para que reuniera a los consejeros y los enterase de que cedía la corona, al príncipe Fernando, su heredero. El presidente, arzobispo de Valencia, era adicto a la reina y entretuvo la carta hasta informar a ésta. Isabel Farnesio se espantó y encolerizó y mandó reforzar la vigilancia sobre su esposo.

Una valoración parecida es la que realiza el también historiador Ricardo García Cárcel:

Felipe V reinó dos veces. Hay ciertamente un primer Felipe, antes de 1724, que quiso ser rey... Pero tras la muerte de su hijo Luis, el Felipe V que vuelve a ejercer como rey ya no será el mismo. Kamen vio la abdicación no solo guiada por motivos religiosos —versión oficial—, sino producida por la incidencia de la enfermedad depresiva que se manifestaba ya de manera galopante. [...] El segundo Felipe es un rey, ante todo, consorte de su mujer, Isabel Farnesio, que usó con frecuencia la frase «el rey y yo», como emblema de una singular monarquía dual en la que quien tomaba las decisiones era la reina. El estado psicopatológico de Felipe a lo largo de estos años fue calamitoso —aunque la enfermedad viniera de lejos— y hay que valorar positivamente el cierto descaro de Kamen a la hora de romper con las pudorosas valoraciones de la psicología del rey por parte de la historiografía romántica, que siempre prefirió creer en un rey secuestrado en la alcoba por su mujer —como lo creía Macanaz— antes que un rey inhabilitado mentalmente para reinar

El rey padecía una severa depresión y trastorno bipolar, con síntomas psicóticos como alucinaciones y delirio. Tenía crisis con estado descuidado, con mala higiene personal, en algún momento se creyó una rana y croaba y saltaba por el Palacio de La Granja, o creía que le faltan las extremidades o estaba muerto. Pensó que querían envenenarlo y no se cambiaba de ropa durante días. Por ese motivo era recluido en sus habitaciones, con chequeo permanente y guardias para impedirle escapar. Luego se recuperaba hasta la próxima crisis. La reina estuvo al tanto de su salud.

## Títulos y tratamientos
| ● 1683-1700:                                   | Su alteza real el duque de Anjou                               |
| ● 1700-1714:                                   | Su majestad el rey (de España, Nápoles, Sicilia y Cerdaña) (1) |
| ● 1714-1724:                                   | Su majestad el rey (de España)                                 |
| ● 15 de enero de 1724-6 de septiembre de 1724: | Su majestad el rey Felipe V (2)                                |
| ● 1724-1746:                                   | Su majestad el rey                                             |

1. Al mismo tiempo en sus correspondientes territorios (todos con el tratamiento de alteza): conde de Hainaut (hasta 1714), duque de Brabante (hasta 1706), duque de Luxemburgo (hasta 1712), duque de Milán (hasta 1706)
2. Durante el reinado de su hijo

## Condecoraciones

### Condecoraciones españolas
- Gran maestre de la Orden del Toisón de Oro
- Gran maestre de la Orden de Montesa
- Gran maestre de la Orden de Alcántara
- Gran maestre de la Orden de Calatrava
- Gran maestre de la Orden de Santiago

### Condecoraciones extranjeras
- Caballero de la Orden del Espíritu Santo (Reino de Francia)
- Caballero de la Orden de San Miguel (Reino de Francia)

## Matrimonios e hijos

### Primer matrimonio
Felipe V de España contrajo matrimonio con su prima, María Luisa Gabriela de Saboya (17 de septiembre de 1688-14 de febrero de 1714), el 2 de noviembre de 1701 y tuvieron cuatro hijos:
| \| Imagen \| Nombre \| Duración de vida \| Notas \| \| ------ \| -------------------------------------------------------- \| --------------------------------------------- \| ----------------------------------------------------------------------------------------------------------------------------------------------------------------------------------------------------- \| \| \| Luis I de España Reina consorte Luisa Isabel de Orleans \| 25 de agosto de 1707 31 de agosto de 1724 \| Rey de España (14 de enero de 1724-31 de agosto de 1724). Su reinado de 229 días es el más corto de la historia española, contrajo matrimonio con Luisa Isabel de Orleans y no tuvieron descendencia. \| \| \| Infante Felipe de España \| 2 de julio de 1709 29 de julio de 1709 \| Muerto en la infancia. \| \| \| Infante Felipe Pedro Gabriel de España \| 7 de junio de 1712 28 de diciembre de 1719 \| Muerto en la infancia. \| \| \| Fernando VI de España Reina consorte Bárbara de Braganza \| 23 de septiembre de 1713 10 de agosto de 1759 \| Rey de España (9 de julio de 1746-10 de agosto de 1759). Contrajo matrimonio con Bárbara de Braganza y no tuvieron descendencia. \| |                                                          |                                               | |
| Imagen | Nombre                                                   | Duración de vida                              | Notas |
| | Luis I de España Reina consorte Luisa Isabel de Orleans  | 25 de agosto de 1707 31 de agosto de 1724     | Rey de España (14 de enero de 1724-31 de agosto de 1724). Su reinado de 229 días es el más corto de la historia española, contrajo matrimonio con Luisa Isabel de Orleans y no tuvieron descendencia. |
| | Infante Felipe de España                                 | 2 de julio de 1709 29 de julio de 1709        | Muerto en la infancia. |
| | Infante Felipe Pedro Gabriel de España                   | 7 de junio de 1712 28 de diciembre de 1719    | Muerto en la infancia. |
| | Fernando VI de España Reina consorte Bárbara de Braganza | 23 de septiembre de 1713 10 de agosto de 1759 | Rey de España (9 de julio de 1746-10 de agosto de 1759). Contrajo matrimonio con Bárbara de Braganza y no tuvieron descendencia.                                                                      |

### Segundo matrimonio
Contrajo segundas nupcias con Isabel Farnesio (25 de octubre de 1692-11 de julio de 1766) el 24 de diciembre de 1714; tuvieron siete hijos:

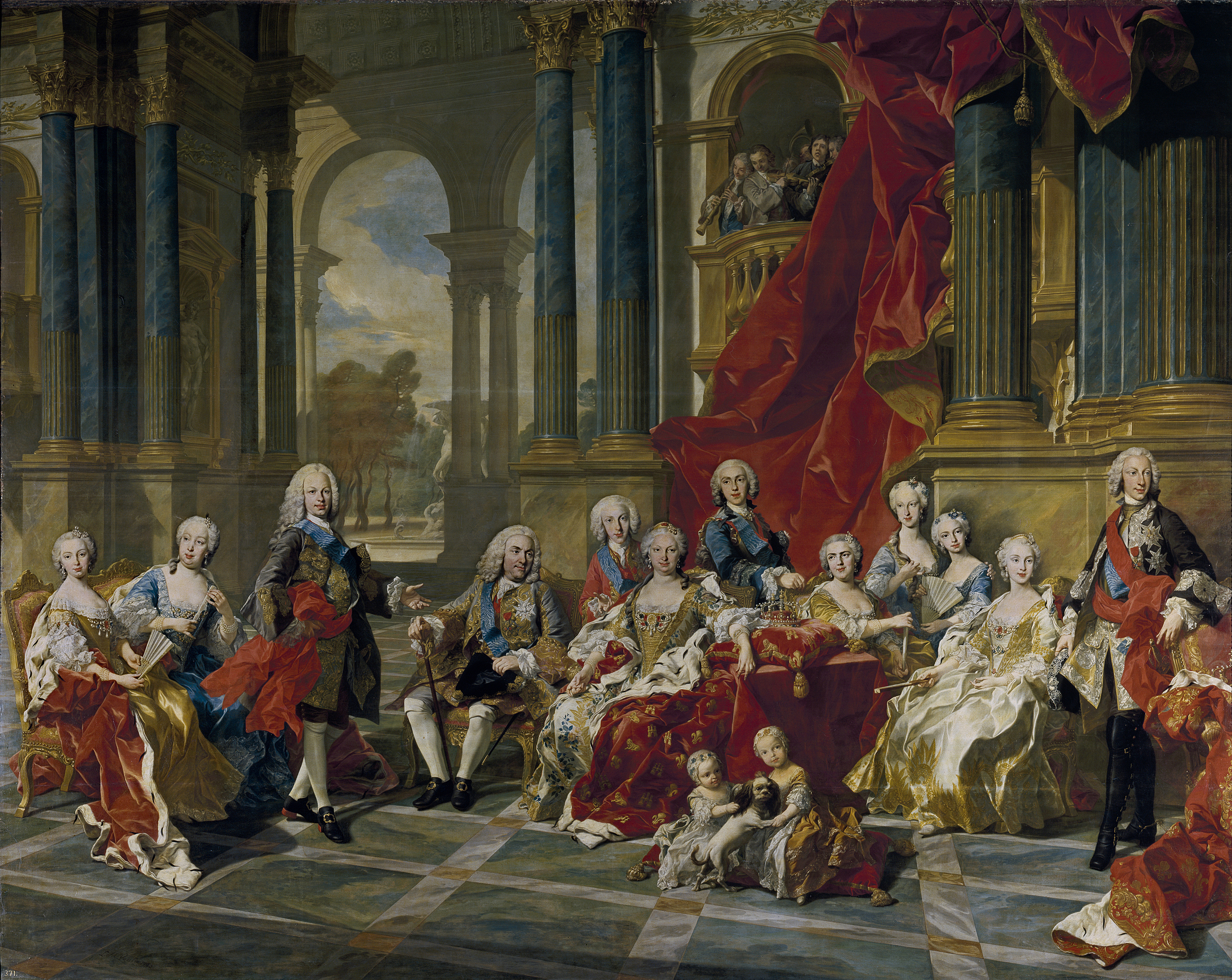
Retrato de la familia de Felipe V, por Louis-Michel van Loo (c. 1743). Óleo sobre lienzo, 408 x 520 cm, Museo del Prado (Madrid); en el retrato se observa al infante Fernando de España (futuro Fernando VI), a su esposa, Bárbara de Braganza, a los reyes Felipe V e Isabel Farnesio, al Infante Felipe (futuro duque de Parma) con su esposa Luisa Isabel de Borbón, a la Infanta Mariana Victoria de España, al Infante Don Carlos (futuro Carlos III), con su esposa, María Amalia de Sajonia, y a las Infantas María Antonia, María Teresa Rafaela e Isabel.

| \| Imagen \| Nombre \| Duración de vida \| Notas \| \| ------ \| ------------------------------------------------------------- \| ------------------------------------------------ \| ---------------------------------------------------------------------------------------------------------------------------------------------------------------------------------------------------------------------------------------------------------------------------------------------------------------------------------------------------------------------------------------- \| \| \| Carlos III de España Reina consorte María Amalia de Sajonia \| 20 de enero de 1716 14 de diciembre de 1788 \| Rey de España (10 de agosto de 1759-hasta su muerte). Contrajo matrimonio con María Amalia de Sajonia; tuvieron trece hijos. \| \| \| Infante Francisco \| 21 de marzo de 1717 21 de abril de 1717 \| Muerto en la infancia. \| \| \| Mariana Victoria de Borbón Consorte José I de Portugal \| 31 de marzo de 1718 15 de enero de 1781 \| Reina Consorte de Portugal y Algarve (31 de julio de 1750-24 de febrero de 1777). Contrajo matrimonio con José I de Portugal; tuvieron cuatro hijos. \| \| \| Felipe I de Parma Cónyuge Luisa Isabel de Francia \| 15 de marzo de 1720 18 de julio de 1765 \| Duque de Parma, Plasencia y Guastalla (1748 – hasta su muerte). Fundó la casa de Borbón-Parma (también conocido como los Borbones de Parma); Contrajo matrimonio con Luisa Isabel de Francia; tuvieron tres hijos. \| \| \| María Teresa Antonia Rafaela Cónyuge Luis, Delfín de Francia \| 11 de junio de 1726 22 de julio de 1746 \| Delfína de Francia (23 de febrero de 1745-hasta su muerte). Contrajo matrimonio con Luis de Francia (hijo de Luis XV de Francia); tuvieron una hija muerta en la infancia. \| \| \| Luis Antonio Jaime Cónyuge María Teresa de Vallabriga y Rozas \| 25 de julio de 1727 7 de agosto de 1785 \| Arzobispo de Toledo, Primado de España (1735), Cardenal de Santa María della Scala (1735), con tan sólo ocho años y Arzobispo de Sevilla (1741), En 1754 renunció a sus títulos eclesiásticos, siendo finalmente el XIII Conde de Chinchón (1761-hasta su muerte). Contrajo matrimonio morganático con María Teresa de Vallabriga y Rozas; tuvieron tres hijos apartados de la sucesión. \| \| \| María Antonia Fernanda Consorte Víctor Amadeo III de Cerdeña \| 17 de noviembre de 1729 19 de septiembre de 1785 \| Reina Corsorte de Cerdeña (20 de febrero de 1773-hasta su muerte). Contrajo matrimonio con Víctor Amadeo III de Cerdeña; tuvieron doce hijos. \| |                                                               |                                                  | |
| Imagen | Nombre                                                        | Duración de vida                                 | Notas |
| | Carlos III de España Reina consorte María Amalia de Sajonia   | 20 de enero de 1716 14 de diciembre de 1788      | Rey de España (10 de agosto de 1759-hasta su muerte). Contrajo matrimonio con María Amalia de Sajonia; tuvieron trece hijos. |
| | Infante Francisco                                             | 21 de marzo de 1717 21 de abril de 1717          | Muerto en la infancia. |
| | Mariana Victoria de Borbón Consorte José I de Portugal        | 31 de marzo de 1718 15 de enero de 1781          | Reina Consorte de Portugal y Algarve (31 de julio de 1750-24 de febrero de 1777). Contrajo matrimonio con José I de Portugal; tuvieron cuatro hijos. |
| | Felipe I de Parma Cónyuge Luisa Isabel de Francia             | 15 de marzo de 1720 18 de julio de 1765          | Duque de Parma, Plasencia y Guastalla (1748 – hasta su muerte). Fundó la casa de Borbón-Parma (también conocido como los Borbones de Parma); Contrajo matrimonio con Luisa Isabel de Francia; tuvieron tres hijos. |
| | María Teresa Antonia Rafaela Cónyuge Luis, Delfín de Francia  | 11 de junio de 1726 22 de julio de 1746          | Delfína de Francia (23 de febrero de 1745-hasta su muerte). Contrajo matrimonio con Luis de Francia (hijo de Luis XV de Francia); tuvieron una hija muerta en la infancia. |
| | Luis Antonio Jaime Cónyuge María Teresa de Vallabriga y Rozas | 25 de julio de 1727 7 de agosto de 1785          | Arzobispo de Toledo, Primado de España (1735), Cardenal de Santa María della Scala (1735), con tan sólo ocho años y Arzobispo de Sevilla (1741), En 1754 renunció a sus títulos eclesiásticos, siendo finalmente el XIII Conde de Chinchón (1761-hasta su muerte). Contrajo matrimonio morganático con María Teresa de Vallabriga y Rozas; tuvieron tres hijos apartados de la sucesión. |
| | María Antonia Fernanda Consorte Víctor Amadeo III de Cerdeña  | 17 de noviembre de 1729 19 de septiembre de 1785 | Reina Corsorte de Cerdeña (20 de febrero de 1773-hasta su muerte). Contrajo matrimonio con Víctor Amadeo III de Cerdeña; tuvieron doce hijos. |

## Ancestros
| \| \| \| \| \| \| \| \| \| \| \| \| \| \| \| \| \| \| \| \| 16. Enrique IV, rey de Francia (=22 y 30) \| \| \| \| \| \| \| \| \| \| \| \| \| \| \| \| \| \| \| \| \| \| \| \| \| \| \| \| \| \| \| \| \| \| \| \| \| \| \| \| \| \| \| \| \| \| \| \| \| \| \| \| \| \| 8. Luis XIII, rey de Francia \| \| \| \| \| \| \| \| \| \| \| \| \| \| \| \| \| \| \| \| \| \| \| \| \| \| \| \| \| \| \| \| \| \| \| \| \| \| \| \| \| \| \| \| \| \| \| \| \| \| \| \| \| \| 17. Princesa María de Toscana (=23 y 31) \| \| \| \| \| \| \| \| \| \| \| \| \| \| \| \| \| \| \| \| \| \| \| \| \| \| \| \| \| \| \| \| \| \| \| \| \| \| \| \| \| \| \| \| \| \| \| \| \| \| \| \| \| \| 4. Luis XIV, rey de Francia \| \| \| \| \| \| \| \| \| \| \| \| \| \| \| \| \| \| \| \| \| \| \| \| \| \| \| \| \| \| \| \| \| \| \| \| \| \| \| \| \| \| \| \| \| \| \| \| \| \| \| \| \| \| 18. Felipe III, rey de España (=20) \| \| \| \| \| \| \| \| \| \| \| \| \| \| \| \| \| \| \| \| \| \| \| \| \| \| \| \| \| \| \| \| \| \| \| \| \| \| \| \| \| \| \| \| \| \| \| \| \| \| \| \| \| \| 9. Archiduquesa Ana de Austria \| \| \| \| \| \| \| \| \| \| \| \| \| \| \| \| \| \| \| \| \| \| \| \| \| \| \| \| \| \| \| \| \| \| \| \| \| \| \| \| \| \| \| \| \| \| \| \| \| \| \| \| \| \| 19. Archiduquesa Margarita de Austria-Estiria (=21) \| \| \| \| \| \| \| \| \| \| \| \| \| \| \| \| \| \| \| \| \| \| \| \| \| \| \| \| \| \| \| \| \| \| \| \| \| \| \| \| \| \| \| \| \| \| \| \| \| \| \| \| \| \| 2. Luis, delfín de Francia \| \| \| \| \| \| \| \| \| \| \| \| \| \| \| \| \| \| \| \| \| \| \| \| \| \| \| \| \| \| \| \| \| \| \| \| \| \| \| \| \| \| \| \| \| \| \| \| \| \| \| \| \| \| 20. Felipe III, rey de España (=18) \| \| \| \| \| \| \| \| \| \| \| \| \| \| \| \| \| \| \| \| \| \| \| \| \| \| \| \| \| \| \| \| \| \| \| \| \| \| \| \| \| \| \| \| \| \| \| \| \| \| \| \| \| \| 10. Felipe IV, rey de España \| \| \| \| \| \| \| \| \| \| \| \| \| \| \| \| \| \| \| \| \| \| \| \| \| \| \| \| \| \| \| \| \| \| \| \| \| \| \| \| \| \| \| \| \| \| \| \| \| \| \| \| \| \| 21. Archiduquesa Margarita de Austria-Estiria (=19) \| \| \| \| \| \| \| \| \| \| \| \| \| \| \| \| \| \| \| \| \| \| \| \| \| \| \| \| \| \| \| \| \| \| \| \| \| \| \| \| \| \| \| \| \| \| \| \| \| \| \| \| \| \| 5. Archiduquesa María Teresa de Austria \| \| \| \| \| \| \| \| \| \| \| \| \| \| \| \| \| \| \| \| \| \| \| \| \| \| \| \| \| \| \| \| \| \| \| \| \| \| \| \| \| \| \| \| \| \| \| \| \| \| \| \| \| \| 22. Enrique IV, rey de Francia (=16 y 30) \| \| \| \| \| \| \| \| \| \| \| \| \| \| \| \| \| \| \| \| \| \| \| \| \| \| \| \| \| \| \| \| \| \| \| \| \| \| \| \| \| \| \| \| \| \| \| \| \| \| \| \| \| \| 11. Princesa Isabel de Francia \| \| \| \| \| \| \| \| \| \| \| \| \| \| \| \| \| \| \| \| \| \| \| \| \| \| \| \| \| \| \| \| \| \| \| \| \| \| \| \| \| \| \| \| \| \| \| \| \| \| \| \| \| \| 23. Princesa María de Toscana (=17 y 31) \| \| \| \| \| \| \| \| \| \| \| \| \| \| \| \| \| \| \| \| \| \| \| \| \| \| \| \| \| \| \| \| \| \| \| \| \| \| \| \| \| \| \| \| \| \| \| \| \| \| \| \| \| \| 1. Felipe V, rey de España \| \| \| \| \| \| \| \| \| \| \| \| \| \| \| \| \| \| \| \| \| \| \| \| \| \| \| \| \| \| \| \| \| \| \| \| \| \| \| \| \| \| \| \| \| \| \| \| \| \| \| \| \| \| 24. Guillermo V, duque y príncipe elector de Baviera \| \| \| \| \| \| \| \| \| \| \| \| \| \| \| \| \| \| \| \| \| \| \| \| \| \| \| \| \| \| \| \| \| \| \| \| \| \| \| \| \| \| \| \| \| \| \| \| \| \| \| \| \| \| 12. Maximiliano I, duque y príncipe elector de Baviera \| \| \| \| \| \| \| \| \| \| \| \| \| \| \| \| \| \| \| \| \| \| \| \| \| \| \| \| \| \| \| \| \| \| \| \| \| \| \| \| \| \| \| \| \| \| \| \| \| \| \| \| \| \| 25. Princesa Renata de Lorena \| \| \| \| \| \| \| \| \| \| \| \| \| \| \| \| \| \| \| \| \| \| \| \| \| \| \| \| \| \| \| \| \| \| \| \| \| \| \| \| \| \| \| \| \| \| \| \| \| \| \| \| \| \| 6. Fernando María, duque y príncipe elector de Baviera \| \| \| \| \| \| \| \| \| \| \| \| \| \| \| \| \| \| \| \| \| \| \| \| \| \| \| \| \| \| \| \| \| \| \| \| \| \| \| \| \| \| \| \| \| \| \| \| \| \| \| \| \| \| 26. Fernando II, emperador del Sacro Imperio Romano Germánico \| \| \| \| \| \| \| \| \| \| \| \| \| \| \| \| \| \| \| \| \| \| \| \| \| \| \| \| \| \| \| \| \| \| \| \| \| \| \| \| \| \| \| \| \| \| \| \| \| \| \| \| \| \| 13. Archiduquesa María Ana de Austria \| \| \| \| \| \| \| \| \| \| \| \| \| \| \| \| \| \| \| \| \| \| \| \| \| \| \| \| \| \| \| \| \| \| \| \| \| \| \| \| \| \| \| \| \| \| \| \| \| \| \| \| \| \| 27. Duquesa María Ana de Baviera \| \| \| \| \| \| \| \| \| \| \| \| \| \| \| \| \| \| \| \| \| \| \| \| \| \| \| \| \| \| \| \| \| \| \| \| \| \| \| \| \| \| \| \| \| \| \| \| \| \| \| \| \| \| 3. Princesa María Ana Victoria de Baviera \| \| \| \| \| \| \| \| \| \| \| \| \| \| \| \| \| \| \| \| \| \| \| \| \| \| \| \| \| \| \| \| \| \| \| \| \| \| \| \| \| \| \| \| \| \| \| \| \| \| \| \| \| \| 28. Carlos Manuel I, duque de Saboya \| \| \| \| \| \| \| \| \| \| \| \| \| \| \| \| \| \| \| \| \| \| \| \| \| \| \| \| \| \| \| \| \| \| \| \| \| \| \| \| \| \| \| \| \| \| \| \| \| \| \| \| \| \| 14. Víctor Amadeo I, duque de Saboya \| \| \| \| \| \| \| \| \| \| \| \| \| \| \| \| \| \| \| \| \| \| \| \| \| \| \| \| \| \| \| \| \| \| \| \| \| \| \| \| \| \| \| \| \| \| \| \| \| \| \| \| \| \| 29. Archiduquesa Catalina Micaela de Austria \| \| \| \| \| \| \| \| \| \| \| \| \| \| \| \| \| \| \| \| \| \| \| \| \| \| \| \| \| \| \| \| \| \| \| \| \| \| \| \| \| \| \| \| \| \| \| \| \| \| \| \| \| \| 7. Princesa Enriqueta Adelaida de Saboya \| \| \| \| \| \| \| \| \| \| \| \| \| \| \| \| \| \| \| \| \| \| \| \| \| \| \| \| \| \| \| \| \| \| \| \| \| \| \| \| \| \| \| \| \| \| \| \| \| \| \| \| \| \| 30. Enrique IV, rey de Francia (=16 y 22) \| \| \| \| \| \| \| \| \| \| \| \| \| \| \| \| \| \| \| \| \| \| \| \| \| \| \| \| \| \| \| \| \| \| \| \| \| \| \| \| \| \| \| \| \| \| \| \| \| \| \| \| \| \| 15. Princesa Cristina María de Francia \| \| \| \| \| \| \| \| \| \| \| \| \| \| \| \| \| \| \| \| \| \| \| \| \| \| \| \| \| \| \| \| \| \| \| \| \| \| \| \| \| \| \| \| \| \| \| \| \| \| \| \| \| \| 31. Princesa María de Toscana (=17 y 23) \| \| \| \| \| \| \| \| \| \| \| \| \| \| \| \| \| \| \| \| \| \| \| \| \| \| \| \| \| \| \| \| \| \| \| \| \| \| \| \| \| \| \| \| \| \| \| \| \| \| \| \| |                                                               |  |  |  |  |  |  |  |  |  |  |  |  |  |  |  |
| |                                                               |  |  |  |  |  |  |  |  |  |  |  |  |  |  |  |
| | 16. Enrique IV, rey de Francia (=22 y 30)                     |  |  |  |  |  |  |  |  |  |  |  |  |  |  |  |
| |                                                               |  |  |  |  |  |  |  |  |  |  |  |  |  |  |  |
| |                                                               |  |  |  |  |  |  |  |  |  |  |  |  |  |  |  |
| | 8. Luis XIII, rey de Francia                                  |  |  |  |  |  |  |  |  |  |  |  |  |  |  |  |
| |                                                               |  |  |  |  |  |  |  |  |  |  |  |  |  |  |  |
| |                                                               |  |  |  |  |  |  |  |  |  |  |  |  |  |  |  |
| | 17. Princesa María de Toscana (=23 y 31)                      |  |  |  |  |  |  |  |  |  |  |  |  |  |  |  |
| |                                                               |  |  |  |  |  |  |  |  |  |  |  |  |  |  |  |
| |                                                               |  |  |  |  |  |  |  |  |  |  |  |  |  |  |  |
| | 4. Luis XIV, rey de Francia                                   |  |  |  |  |  |  |  |  |  |  |  |  |  |  |  |
| |                                                               |  |  |  |  |  |  |  |  |  |  |  |  |  |  |  |
| |                                                               |  |  |  |  |  |  |  |  |  |  |  |  |  |  |  |
| | 18. Felipe III, rey de España (=20)                           |  |  |  |  |  |  |  |  |  |  |  |  |  |  |  |
| |                                                               |  |  |  |  |  |  |  |  |  |  |  |  |  |  |  |
| |                                                               |  |  |  |  |  |  |  |  |  |  |  |  |  |  |  |
| | 9. Archiduquesa Ana de Austria                                |  |  |  |  |  |  |  |  |  |  |  |  |  |  |  |
| |                                                               |  |  |  |  |  |  |  |  |  |  |  |  |  |  |  |
| |                                                               |  |  |  |  |  |  |  |  |  |  |  |  |  |  |  |
| | 19. Archiduquesa Margarita de Austria-Estiria (=21)           |  |  |  |  |  |  |  |  |  |  |  |  |  |  |  |
| |                                                               |  |  |  |  |  |  |  |  |  |  |  |  |  |  |  |
| |                                                               |  |  |  |  |  |  |  |  |  |  |  |  |  |  |  |
| | 2. Luis, delfín de Francia                                    |  |  |  |  |  |  |  |  |  |  |  |  |  |  |  |
| |                                                               |  |  |  |  |  |  |  |  |  |  |  |  |  |  |  |
| |                                                               |  |  |  |  |  |  |  |  |  |  |  |  |  |  |  |
| | 20. Felipe III, rey de España (=18)                           |  |  |  |  |  |  |  |  |  |  |  |  |  |  |  |
| |                                                               |  |  |  |  |  |  |  |  |  |  |  |  |  |  |  |
| |                                                               |  |  |  |  |  |  |  |  |  |  |  |  |  |  |  |
| | 10. Felipe IV, rey de España                                  |  |  |  |  |  |  |  |  |  |  |  |  |  |  |  |
| |                                                               |  |  |  |  |  |  |  |  |  |  |  |  |  |  |  |
| |                                                               |  |  |  |  |  |  |  |  |  |  |  |  |  |  |  |
| | 21. Archiduquesa Margarita de Austria-Estiria (=19)           |  |  |  |  |  |  |  |  |  |  |  |  |  |  |  |
| |                                                               |  |  |  |  |  |  |  |  |  |  |  |  |  |  |  |
| |                                                               |  |  |  |  |  |  |  |  |  |  |  |  |  |  |  |
| | 5. Archiduquesa María Teresa de Austria                       |  |  |  |  |  |  |  |  |  |  |  |  |  |  |  |
| |                                                               |  |  |  |  |  |  |  |  |  |  |  |  |  |  |  |
| |                                                               |  |  |  |  |  |  |  |  |  |  |  |  |  |  |  |
| | 22. Enrique IV, rey de Francia (=16 y 30)                     |  |  |  |  |  |  |  |  |  |  |  |  |  |  |  |
| |                                                               |  |  |  |  |  |  |  |  |  |  |  |  |  |  |  |
| |                                                               |  |  |  |  |  |  |  |  |  |  |  |  |  |  |  |
| | 11. Princesa Isabel de Francia                                |  |  |  |  |  |  |  |  |  |  |  |  |  |  |  |
| |                                                               |  |  |  |  |  |  |  |  |  |  |  |  |  |  |  |
| |                                                               |  |  |  |  |  |  |  |  |  |  |  |  |  |  |  |
| | 23. Princesa María de Toscana (=17 y 31)                      |  |  |  |  |  |  |  |  |  |  |  |  |  |  |  |
| |                                                               |  |  |  |  |  |  |  |  |  |  |  |  |  |  |  |
| |                                                               |  |  |  |  |  |  |  |  |  |  |  |  |  |  |  |
| | 1. Felipe V, rey de España                                    |  |  |  |  |  |  |  |  |  |  |  |  |  |  |  |
| |                                                               |  |  |  |  |  |  |  |  |  |  |  |  |  |  |  |
| |                                                               |  |  |  |  |  |  |  |  |  |  |  |  |  |  |  |
| | 24. Guillermo V, duque y príncipe elector de Baviera          |  |  |  |  |  |  |  |  |  |  |  |  |  |  |  |
| |                                                               |  |  |  |  |  |  |  |  |  |  |  |  |  |  |  |
| |                                                               |  |  |  |  |  |  |  |  |  |  |  |  |  |  |  |
| | 12. Maximiliano I, duque y príncipe elector de Baviera        |  |  |  |  |  |  |  |  |  |  |  |  |  |  |  |
| |                                                               |  |  |  |  |  |  |  |  |  |  |  |  |  |  |  |
| |                                                               |  |  |  |  |  |  |  |  |  |  |  |  |  |  |  |
| | 25. Princesa Renata de Lorena                                 |  |  |  |  |  |  |  |  |  |  |  |  |  |  |  |
| |                                                               |  |  |  |  |  |  |  |  |  |  |  |  |  |  |  |
| |                                                               |  |  |  |  |  |  |  |  |  |  |  |  |  |  |  |
| | 6. Fernando María, duque y príncipe elector de Baviera        |  |  |  |  |  |  |  |  |  |  |  |  |  |  |  |
| |                                                               |  |  |  |  |  |  |  |  |  |  |  |  |  |  |  |
| |                                                               |  |  |  |  |  |  |  |  |  |  |  |  |  |  |  |
| | 26. Fernando II, emperador del Sacro Imperio Romano Germánico |  |  |  |  |  |  |  |  |  |  |  |  |  |  |  |
| |                                                               |  |  |  |  |  |  |  |  |  |  |  |  |  |  |  |
| |                                                               |  |  |  |  |  |  |  |  |  |  |  |  |  |  |  |
| | 13. Archiduquesa María Ana de Austria                         |  |  |  |  |  |  |  |  |  |  |  |  |  |  |  |
| |                                                               |  |  |  |  |  |  |  |  |  |  |  |  |  |  |  |
| |                                                               |  |  |  |  |  |  |  |  |  |  |  |  |  |  |  |
| | 27. Duquesa María Ana de Baviera                              |  |  |  |  |  |  |  |  |  |  |  |  |  |  |  |
| |                                                               |  |  |  |  |  |  |  |  |  |  |  |  |  |  |  |
| |                                                               |  |  |  |  |  |  |  |  |  |  |  |  |  |  |  |
| | 3. Princesa María Ana Victoria de Baviera                     |  |  |  |  |  |  |  |  |  |  |  |  |  |  |  |
| |                                                               |  |  |  |  |  |  |  |  |  |  |  |  |  |  |  |
| |                                                               |  |  |  |  |  |  |  |  |  |  |  |  |  |  |  |
| | 28. Carlos Manuel I, duque de Saboya                          |  |  |  |  |  |  |  |  |  |  |  |  |  |  |  |
| |                                                               |  |  |  |  |  |  |  |  |  |  |  |  |  |  |  |
| |                                                               |  |  |  |  |  |  |  |  |  |  |  |  |  |  |  |
| | 14. Víctor Amadeo I, duque de Saboya                          |  |  |  |  |  |  |  |  |  |  |  |  |  |  |  |
| |                                                               |  |  |  |  |  |  |  |  |  |  |  |  |  |  |  |
| |                                                               |  |  |  |  |  |  |  |  |  |  |  |  |  |  |  |
| | 29. Archiduquesa Catalina Micaela de Austria                  |  |  |  |  |  |  |  |  |  |  |  |  |  |  |  |
| |                                                               |  |  |  |  |  |  |  |  |  |  |  |  |  |  |  |
| |                                                               |  |  |  |  |  |  |  |  |  |  |  |  |  |  |  |
| | 7. Princesa Enriqueta Adelaida de Saboya                      |  |  |  |  |  |  |  |  |  |  |  |  |  |  |  |
| |                                                               |  |  |  |  |  |  |  |  |  |  |  |  |  |  |  |
| |                                                               |  |  |  |  |  |  |  |  |  |  |  |  |  |  |  |
| | 30. Enrique IV, rey de Francia (=16 y 22)                     |  |  |  |  |  |  |  |  |  |  |  |  |  |  |  |
| |                                                               |  |  |  |  |  |  |  |  |  |  |  |  |  |  |  |
| |                                                               |  |  |  |  |  |  |  |  |  |  |  |  |  |  |  |
| | 15. Princesa Cristina María de Francia                        |  |  |  |  |  |  |  |  |  |  |  |  |  |  |  |
| |                                                               |  |  |  |  |  |  |  |  |  |  |  |  |  |  |  |
| |                                                               |  |  |  |  |  |  |  |  |  |  |  |  |  |  |  |
| | 31. Princesa María de Toscana (=17 y 23)                      |  |  |  |  |  |  |  |  |  |  |  |  |  |  |  |
| |                                                               |  |  |  |  |  |  |  |  |  |  |  |  |  |  |  |
| |                                                               |  |  |  |  |  |  |  |  |  |  |  |  |  |  |  |

### Guerra de Sucesión española
- Barros Ortiz, Patrick. Influencia de la Guerra de Sucesión Española en la configuración del sistema internacional en la Europa del siglo XVIII. Universidad del Rosario. doi:10.48713/10336_13185. Consultado el 10 de septiembre de 2023.
- Calvo, José. La guerra de Sucesión. Madrid: Anaya, 1988.
- Cepeda Gómez, José (2014). «El Ejército de los Austrias y la crisis sucesoria de la Monarquía Hispánica». Revista de historia militar (2): 39-54. ISSN 0482-5748. Consultado el 10 de septiembre de 2023.
- Fayard, Janine (1980). «La Guerra de Sucesión (1700-1714)».  En Jean-Paul Le Flem; Joseph Pérez; Jean-Marc Perlorson; José Mª López Piñero y Janine Fayard, ed. La frustración de un Imperio. Vol. V de la Historia de España, dirigida por Manuel Tuñón de Lara. Barcelona: Labor. ISBN 84-335-9425-7.
- Graullera Sanz, Vicente. Los notarios de Valencia y la guerra de Sucesión. Valencia: Colegio Notarial de Valencia y Universitat de Valencia, 1987.
- Kamen, Henry. La guerra de Sucesión en España, 1700–1715. Barcelona: Ediciones Grijalbo, 1974.
- León Sanz, Virginia. Entre Austrias y Borbones. El archiduque Carlos y la Monarquía de España (1700-1714). Madrid: Sigilo, 1993.
- Segura García, Germán (2014). «La guerra de Sucesión española: campañas militares en la Península (1702-1714)». Revista de historia militar (12 (Novedades bibliográficas diciembre 2016)): 149-182. ISSN 0482-5748. Consultado el 10 de septiembre de 2023.
- Voltes, Pedro. La guerra de Sucesión. Barcelona: Planeta, 1990.

### Felipe V
- Antonio Béthencourt. Patiño en la política de Felipe V. Valladolid: CSIC, 1954.
- Fernández Durán Reyes. Gerónimo de Uztáriz (1670–1732).
- García Cárcel, Ricardo (2002). Felipe V y los españoles. Una visión periférica del problema de España. Barcelona: Plaza & Janés. ISBN 84-01-53056-3.
- Gómez Molleda, D. Gibraltar: una contienda diplomática en el reinado de Felipe V. Madrid: CSIC, 1953.
- Kamen, Henry. Felipe V. El rey que reinó dos veces. Madrid: Editorial Temas de Hoy, 2000.
- John Lynch, El siglo XVIII, Crítica, Barcelona, 1991 (1989)
- Voltes, Pedro (1998). La vida y la época de Fernando VI. Barcelona: Planeta. ISBN 84-08-02617-8.